# Alfonso Rodríguez Gómez de Celis
Alfonso Rodríguez Gómez de Celis (/alˈfõnso roˈðɾiɣɛθ ˈɡomɛð ðe ˈθelis/) est un homme politique espagnol membre du Parti socialiste ouvrier espagnol (PSOE), né le 29 juillet 1970 à Séville.
Issu d'une famille ouvrière et militante sévillane de gauche, il adhère au PSOE à l'âge de 20 ans puis fait entrer Susana Díaz aux Jeunesses socialistes. En 2003, il obtient son premier mandat électoral comme conseiller municipal de Séville. Le maire Alfredo Sánchez Monteseirín en fait d'abord son adjoint à l'Économie, puis son porte-parole en 2004. Après avoir dirigé la campagne de réélection de Monteseirín en 2007, il devient adjoint aux Finances et porte-parole des élus socialistes. Il est promu adjoint à l'Urbanisme en 2008 et gère de nombreux projets d'infrastructures ou d'aménagements.
Si le maire de la capitale andalouse entend en faire son successeur aux élections de 2011, Celis doit refuser cette éventualité après avoir été désigné en avril 2010 secrétaire général au Logement de la Junte d'Andalousie. À l'occasion des élections au Parlement d'Andalousie de 2012, il est élu député de la circonscription de Séville. Appartenant depuis plusieurs années au courant minoritaire du PSOE andalou, il s'oppose à l'appareil dirigeant lors de la préparation des primaires régionales de 2013, dirigeant la campagne interne de Luis Planas, qui échoue à récolter suffisamment de parrainages.
Il fait partie en 2014 des premiers soutiens du futur secrétaire général du PSOE Pedro Sánchez, mais ses mauvais rapports avec Susana Díaz, secrétaire générale du parti en Andalousie, empêchent Celis d'intégrer la direction du parti. En vertu d'un pacte entre Sánchez et Díaz, il est nommé directeur de l'Agence portuaire de la communauté autonome. Pour les primaires du congrès de 2017, il dirige la communication de la campagne de Sánchez, qui le désigne secrétaire aux Relations institutionnelles du PSOE après sa victoire.
En juin 2018, il devient délégué du gouvernement en Andalousie, après que Sánchez a accédé à la présidence du gouvernement. Contrairement à la coutume, son nom n'est pas concerté au sein du Parti socialiste. Il démissionne en mars 2019, après avoir été inclus en deuxième position sur la liste socialiste dans la circonscription de Séville pour les élections générales d'avril contre l'avis du PSOE andalou. Au Congrès des députés, il est élu deuxième vice-président, puis premier vice-président après la répétition électorale de novembre.

## Famille

### Enfance et origines
Il naît le 29 juillet 1970 dans un bâtiment de la rue Alhóndiga située à Santa Catalina, un quartier du centre historique de Séville. Issu d'une famille ouvrière, son oncle a milité contre la dictature du général Franco et dirigé les jeunesses socialistes locales. Son père était membre de la section sévillane de l'Union générale des travailleurs (UGT) de l'usine Fasa-Renault fabriquant des boîtes de vitesses.
Alors qu'il est encore très jeune, la famille s'installe dans le quartier Polígono de San Pablo, un quartier populaire du district San Pablo - Santa Justa. Il étudie alors à l'école CEU San Pablo.

### Vie privée
Marié, il est père de deux enfants et fan du Real Betis Balompié.

## Formation universitaire et profession

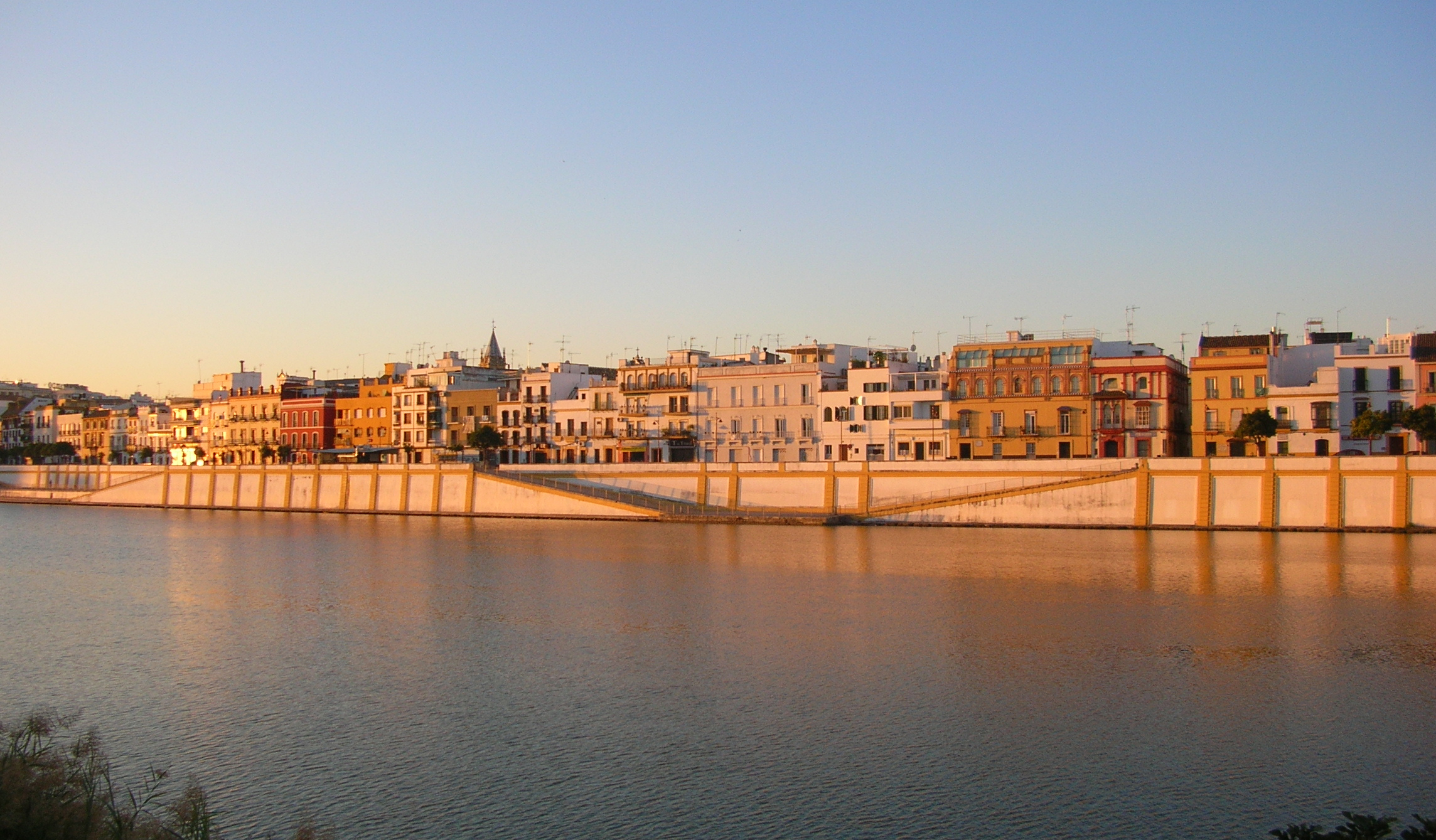
Alfonso Gómez de Celis réside dans le district de Triana à Séville.

Il s'installe dans le district de Triana et intègre l'université Antonio de Nebrija où il obtient une licence en droit. Il s'inscrit ensuite à l'université Roi Juan Carlos (URJC) en région madrilène pour étudier les sciences du travail. Il est à cette date le premier andalou à obtenir ce diplôme dans cet établissement. Il revient ensuite en Andalousie pour réaliser un diplôme en relations de travail et d'expert en gestion locale à l'université de Séville. Il poursuit son cursus universitaire avec l'obtention d'un diplôme en études avancées (DEA) — un prérequis pour s'inscrire en thèse — délivré par le département de l'administration des entreprises et du marketing de l'université de Séville.
Il commence sa carrière professionnelle comme professeur de responsabilité sociale et corporative de la maîtrise en administration des affaires de l'université de Séville. Il est également professeur collaborateur de l'université internationale d'Andalousie et de la faculté des Sciences du travail de l'université de Séville dans le domaine de la gestion publique du tourisme, notamment sur les questions ayant trait à la durabilité et à la compétitivité. Il travaille comme conseiller du travail et conseiller fiscal entre 1994 et 1998, bien qu'il aurait souhaité devenir journaliste.

## Engagement en politique

### Activités étudiantes et réflexion
Il est élu représentant des élèves dès l'âge de 11 ans et réélu successivement jusqu'à la fin de ses études supérieures. À l'université, il intègre l'Union des étudiants et prend position contre la loi organique générale relative au système éducatif (LOGSE) portée par le ministre socialiste de l'Éducation et de la Science Javier Solana. Il fait ainsi la rencontre de Carlos Vázquez, membre d'Izquierda Unida et futur conseiller municipal de Séville. Il fait également la lecture de Que faire ? rédigé par Lénine, du Manifeste du parti communiste de Karl Marx et s'intéresse aux idées de Pablo Iglesias, fondateur du Parti socialiste ouvrier espagnol (PSOE). Il s'inscrit aux Jeunesses socialistes en 1987.

### Adhésion au PSOE et premières fonctions

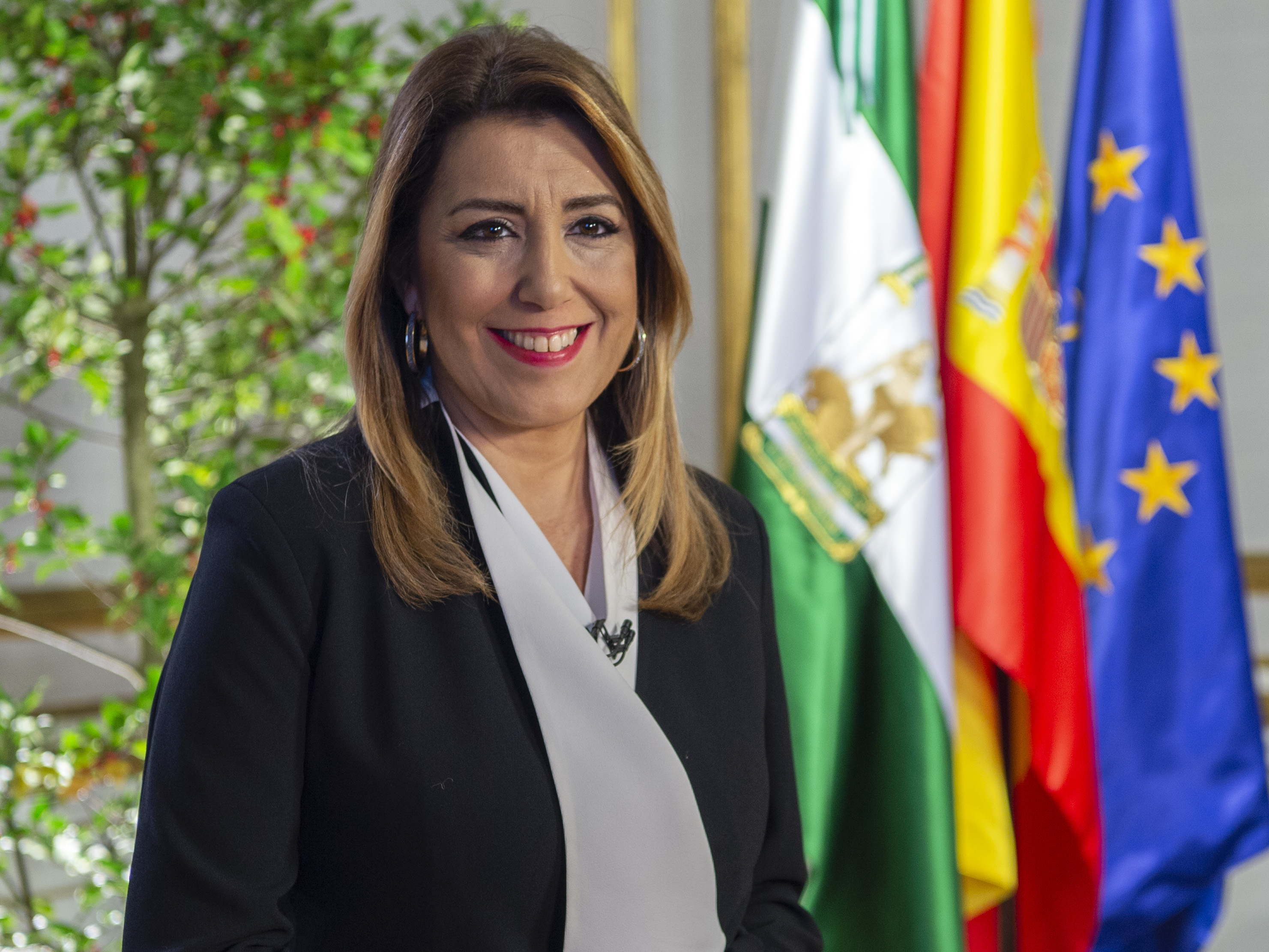
Ami de Susana Díaz, Celis devient l'opposant interne de celle-ci en 1999.

Conforté dans sa décision, il prend sa carte de militant du PSOE en 1990. Il soutient Emilio Carrillo, un socialiste sévillan souhaitant une régénération éthique et politique du parti lors du congrès provincial du PSOE de Séville de 1993. De fait, il défend le vote secret et individuel, les listes ouvertes et la limitation des mandats. Carrillo est toutefois défait par Carmen Hermosín et Celis — qui acquiert le surnom d'« Alfonsito » — se forge une image d'opposant à l'appareil du parti.
Ami de longue date de Susana Díaz, il incite celle-ci à adhérer aux Jeunesses socialistes et la parraine. Lors du congrès des Jeunesses socialistes andalouses (JSA) de 1997, le futur député andalou Mario Jiménez convainc Rafael Velasco de se présenter au secrétariat général des JSA en représentation du secteur de Manuel Chaves et Luis Pizarro. Celis soutient alors Raúl Medinilla, secrétaire de la section de Bellavista et proche du secteur représenté par Gaspar Zarrías. Velasco remporte cependant la victoire d'une courte majorité de quatre voix et nomme Díaz — qui l'avait soutenu — comme secrétaire à l'Organisation des JSA.
En 1998, il est nommé directeur de l'Institut andalou de la Jeunesse dans la province de Séville, sous la direction hiérarchique de Gaspar Zarrías, conseiller à la Présidence du gouvernement Chaves III. L'amitié entre Celis et Díaz s'efface définitivement au début de l'année 1999 lorsque, sur proposition de Pepe Caballos, celle-ci intègre la liste d'Alfredo Sánchez Monteseirín pour les élections municipales du mois de juin sans en informer Celis préalablement, qui se sent trahi,,. Il soutient l'élection de José Luis Rodríguez Zapatero, député de León, comme secrétaire général fédéral du PSOE lors du 35e congrès du parti de juillet 2000. Il est relevé de ses fonctions administratives en 2003 à l'occasion des élections municipales de mai 2003.

## Conseiller municipal de Séville

### Aux responsabilités

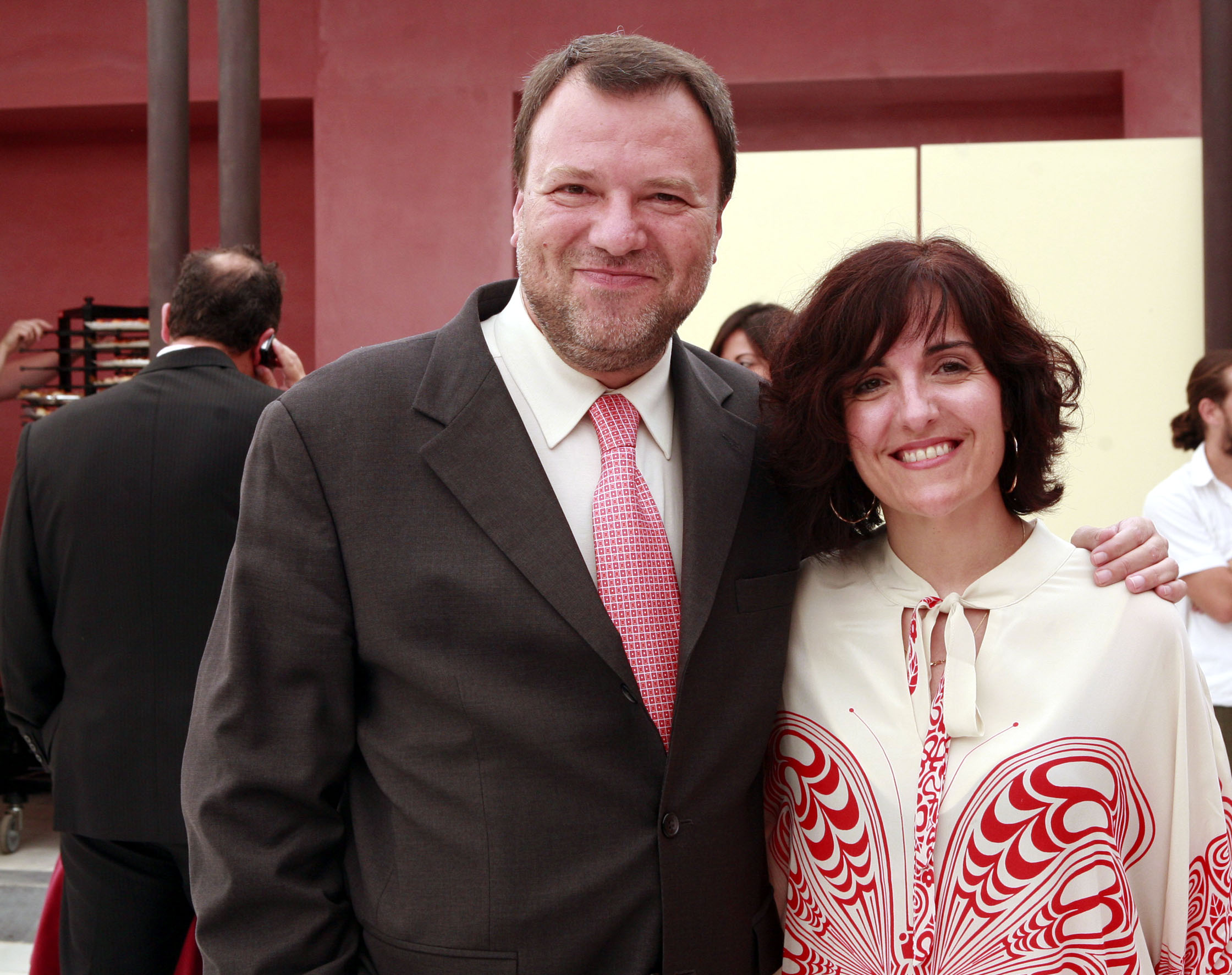
Alfredo Sánchez Monteseirín (gauche) est maire de Séville entre 1999 et 2011.

Dans l'optique des élections municipales, Alfredo Sánchez Monteseirín, maire de Séville depuis juillet 1999 et candidat à sa succession, confectionne une liste dans laquelle Gómez de Celis est investi à la septième position, sur proposition d'Emilio Carrillo, juste derrière Susana Díaz, conseillère municipale sortante. Au soir du scrutin, la liste recueille 130 958 voix et 38,6 % des suffrages, lui permettant de faire élire 14 candidats sur les 33 sièges composant l'assemblée municipale. Logiquement élu, Celis se voit confier un poste d'adjoint au maire, comme Díaz, chargé de l'Économie et de l'Industrie ainsi que la délégation des districts Nervión et San Pablo. Dès le mois de juin 2003, il annonce la signature d'une convention de collaboration avec le groupe EADS-CASA visant à construire le « troisième angle du triangle européen du secteur aéronautique » après les villes de Toulouse et Hambourg. L'objectif de la municipalité est de promouvoir l'image de la ville dans le secteur aéronautique européen en contrepartie de facilités dans l'implantation d'une usine de montage des avions militaires Airbus A400M Atlas.
Il change d'attributions en janvier 2004 pour devenir adjoint au maire à la Présidence et porte-parole de l'exécutif municipal,. Il prend également des compétences dans le domaine touristique,. À ce poste, il coordonne notamment le projet de construction de la première ligne du métro de Séville et la piétonisation du centre historique de la ville.

### Bras droit de Monteseirín

#### Directeur de campagne

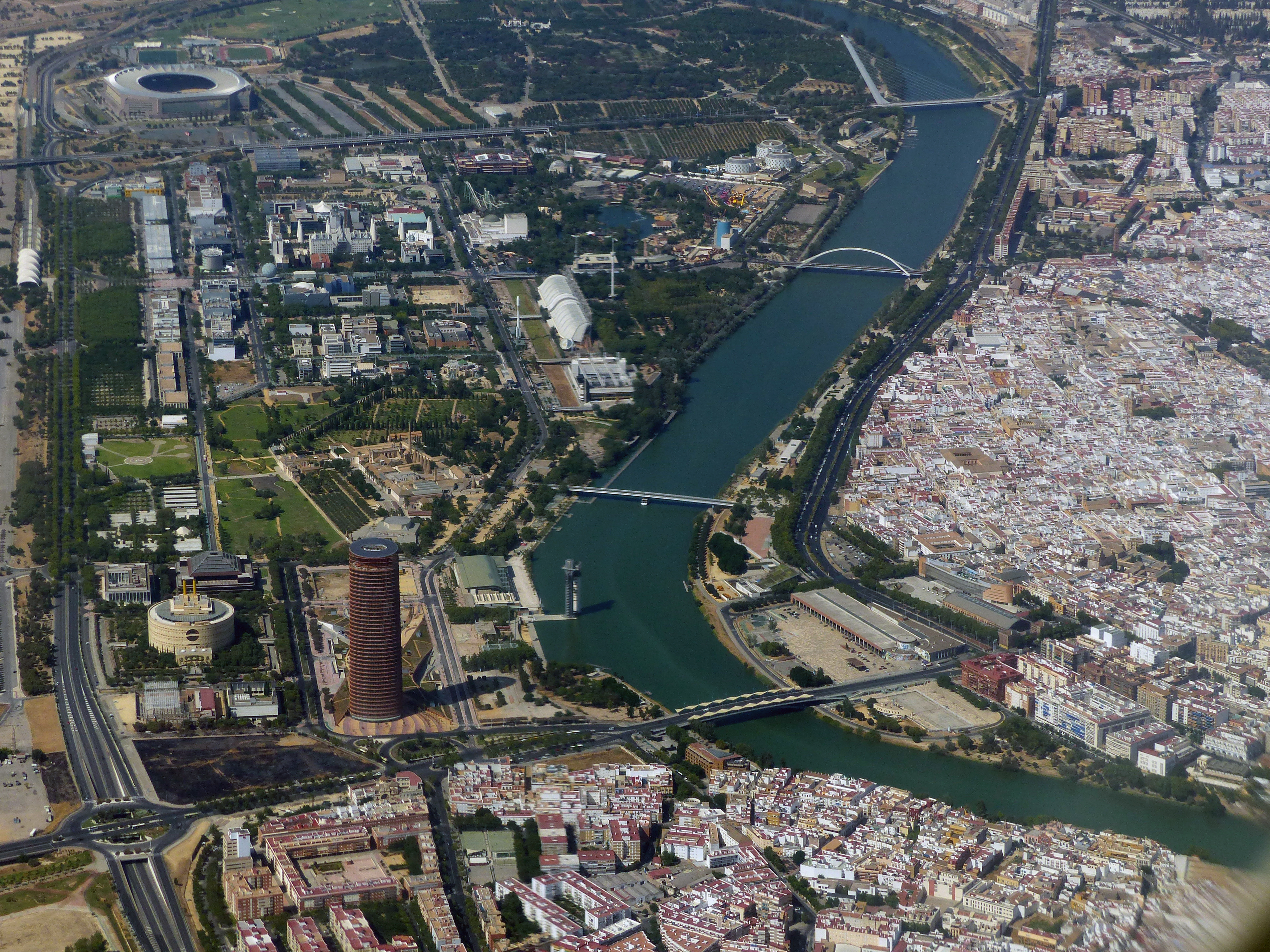
Site de l'Expo'92, l'île de la Cartuja abrite le siège de la direction de l'Urbanisme de Séville.

En vue des élections municipales de mai 2007, Gómez de Celis est placé en sixième position sur la liste conduite par le maire sortant, sur demande du président de la Junte d'Andalousie et secrétaire général du PSOE-A Manuel Chaves, derrière José Antonio Viera, secrétaire général du PSOE de la province de Séville et parrain politique de Susana Díaz,, les deux conseillers municipaux sortants Emilio Carrillo et Rosamar Prieto-Castro ainsi qu'Esther Gil, proche de Viera,. Monteseirín le choisit même comme directeur de campagne. Si le Parti populaire (PP) de Juan Ignacio Zoido vire en tête du scrutin et fait élire 15 conseillers municipaux, une alliance entre le PSOE qui dispose du même nombre de sièges et Izquierda Unida (IU) permet aux socialistes de conserver la mairie de la capitale andalouse.
Monteseirín confie ensuite à Gómez de Celis les fonctions d'adjoint au maire délégué à la Présidence et aux Finances, de responsable de la Coordination municipale et de porte-parole du groupe des élus socialistes municipaux,. Aux Finances, il obtient la renégociation et l'allongement de la période de recouvrement de la dette municipale. En revanche, son initiative visant à majorer de 50 % la taxe foncière (IBI) pour les propriétaires de logements vides est rejetée par le conseil consultatif de la Junte d'Andalousie.

#### Délégué à l'Urbanisme
En juillet 2008, Emilio Carrillo, délégué municipal à l'Urbanisme — poste le plus convoité après celui de maire — et porte-parole de l'exécutif local, démissionne de ses responsabilités exécutives en raison de divergences avec Monteseirín, qui ne soutient pas la réélection de Viera comme secrétaire général provincial, et les différentes factions du PSOE sévillan ainsi qu'en raison d'un conflit de responsabilité au sujet d'une collision mortelle survenue en mai précédent sur l'avenue Hytasa ; un feu de circulation étant éteint depuis six mois compte tenu d'un conflit entre la délégation de l'Urbanisme et la délégation de la Mobilité,,,.
Le maire choisit de conserver les compétences urbanistiques durant l'été, puis désigne Celis comme vice-président de la direction de l'Urbanisme en septembre suivant, sans lui confier officiellement la gestion pleine du département de l'Urbanisme. De fait, en tant que vice-président, Celis agit sous la tutelle directe du maire qui préside la direction de l'Urbanisme. Quant à Carrillo, qui a conservé son mandat de conseiller municipal et de porte-parole adjoint du groupe des élus PSOE, il est membre de droit de la direction et a le droit de parole et de vote sur toutes les décisions pouvant être adoptées en la matière. Désormais aligné avec les thèses de Monteseirín, Celis obtient la nomination de Manuel Rey Moreno comme coordonnateur général du domaine de l'Urbanisme, en remplacement de David Buezas, proche de Carrillo. Celis prône alors « l'urbanisme social », par opposition à « l'urbanisme spéculatif » de la droite et dit que « nous avons besoin de points de vue qui placent l'être humain au centre du discours, ce pour quoi nous devons favoriser des approches multidisciplinaires au phénomène urbain ».

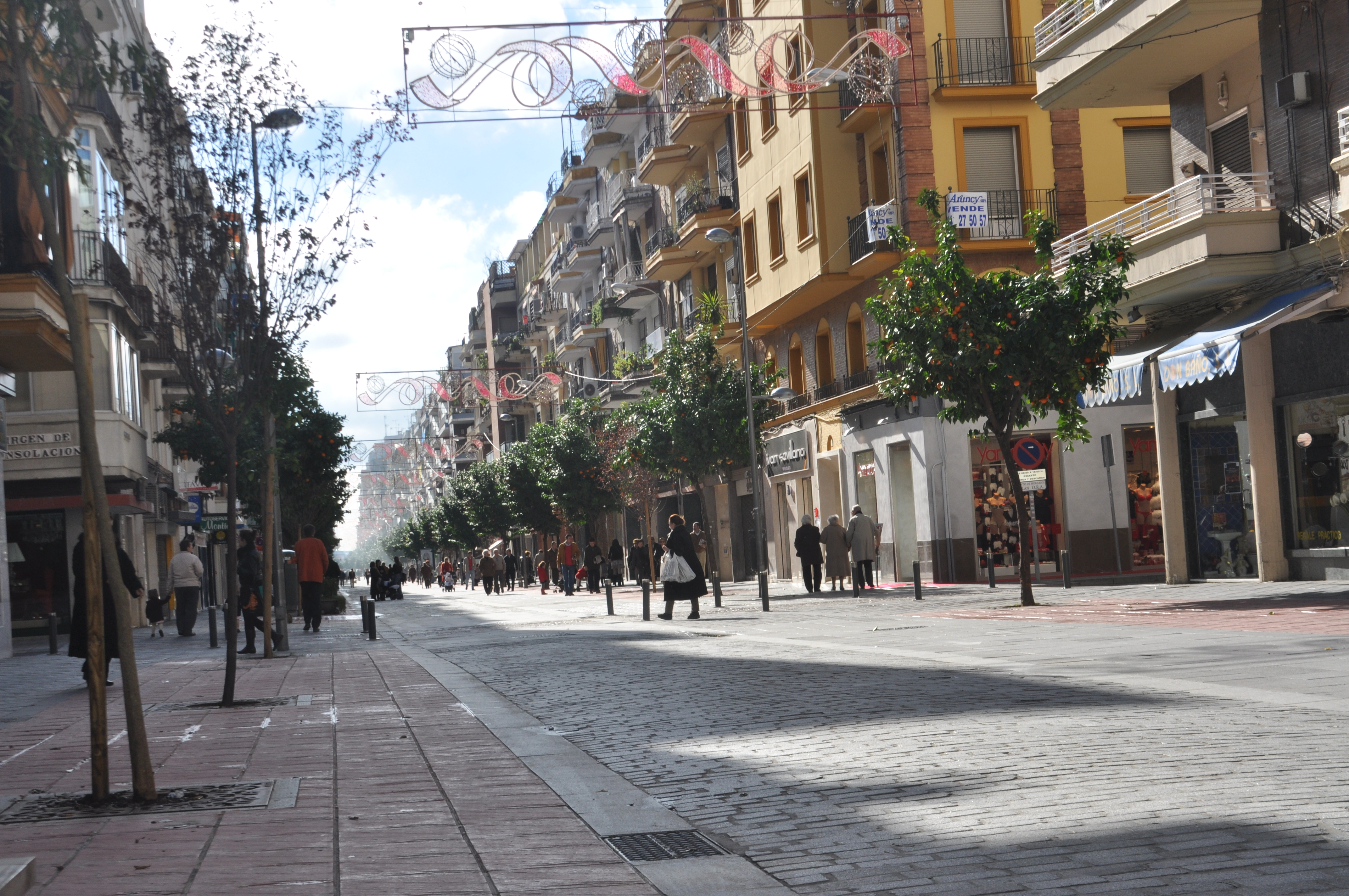
La rue Asunción est l'une des nombreuses rues fréquentées piétonnisées par la mairie de Séville.

Face à cette accumulation de compétences entre les mains de Celis, le maire de Séville accepte d'en redistribuer une partie. Après avoir fait valider les changements par la direction du PSOE de Séville, Monteseirín relève Celis de ses fonctions de délégué aux Finances de sorte qu'il ne conserve que celles de délégué à la Présidence et à l'Urbanisme.
À ce poste, il présente le projet de route SE-35, une trois-voies visant à relier la route SE-30 saturée aux autoroutes A-92, A-4 et A-66. Ce projet de 29 kilomètres, dont le coût est estimé à 220 millions d'euros en décembre 2007, doit être financé à hauteur de 65 % par le budget municipal, le reste étant à la charge de la Junte d'Andalousie. Parallèlement, Celis annonce la construction de la nouvelle gare ferroviaire de Majarabique (es) et la modification du plan général d'urbanisme afin de permettre la construction de près de 3 700 logements pour des particuliers et 1 329 logements aidés, ainsi que l'urbanisation de près de 2,5 millions de mètres carrés pour le secteur industriel et tertiaire,. Le 29 octobre, il fait savoir que la mairie a attribué le marché public de la rédaction du projet de construction de deux des quatre tronçons de la moitié sud de la SE-35. Celis supervise la conversion d'une esplanade située entre la station de bus Plaza de Armas et le Guadalquivir en un vaste parking de 535 places afin d'éviter le stationnement sauvage et décongestionner le centre-ville lors de la Semaine Sainte et la Feria de Abril,.
En août 2009, il annonce la démolition de l'ancienne prison de La Ranilla, la transformation du site en un parc public ainsi que l'installation d'un commissariat de la police municipale, d'un centre civique et des délégations municipales de la Mobilité, et du Vivre-ensemble et de la Sécurité. Conformément à son intention de « ne pas omettre l'importante charge historique et sentimentale du lieu », il ordonne l'inclusion des archives générales de la mémoire historique, d'un musée et de salles de recherches dans l'ancien bloc 3 de la prison afin « d'alléger la dette de la ville envers les personnes qui ont subi et souffert derrière les portes de la prison », en allusion à l'attentat terroriste commis par ETA en juin 1991 et ayant fait quatre morts et 30 blessés,. Deux stèles sont également érigées à la mémoire des victimes. En mars 2010, il annonce la fin des travaux de piétonisation de la rue Asunción, l'une des rues les plus commerçantes et fréquentées de la cité, pour le mois suivant, avant la début de la Feria d'Avril, conformément à l'objectif que s'était fixé la municipalité,.

### Successeur naturel écarté

#### Fédération socialiste profondément divisée

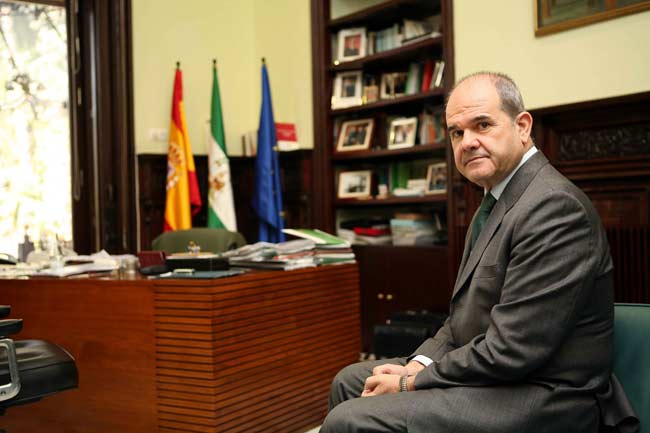
Manuel Chaves est le secrétaire général du PSOE-A de 1994 à 2010.

Au cours de l'année 2003, Susana Díaz, adjointe au maire déléguée aux Ressources humaines, entretient de nombreux désaccords avec Monteseirín. Ce dernier profite alors des élections générales de mars 2004 pour la placer en septième position sur la liste conduite par Alfonso Guerra dans la circonscription de Séville. Les huit mandats remportés par le PSOE permettent ainsi à Díaz d'être élue au Congrès des députés et à Monteseirín d'avoir le champ libre. Cependant, des tensions éclatent entre le maire de Séville et Manuel Chaves, président de la Junte d'Andalousie et secrétaire général du PSOE-A, au sujet de l'organisation locale du parti. Monteseirín promeut en effet la création de plateformes locales dotées d'un pouvoir équivalent aux directions provinciales du parti afin d'augmenter son pouvoir et se libérer des contraintes imposées par la direction régionale. Bien que les plateformes locales n'aient jamais vu le jour, le PSOE de la province de Séville est une nouvelle fois l'objet de profondes divisions internes.
Le congrès provincial de 2004 voit ainsi s'affronter José Caballos, dit « Pepe Horse », porte-parole socialiste au Parlement d'Andalousie proche de Monteseirín et opposé à Chaves, et José Antonio Viera, conseiller à l'Emploi et au Développement technologique du gouvernement Chaves IV,. Secrétaire de la section de Nervión — le plus important de l'Andalousie, Celis soutient alors Viera au motif qu'il « en a envie », notamment en raison de sa volonté de ne pas accentuer le poids du PSOE sévillan par rapport aux autres fédérations provinciales, position que défendait Caballos. Il refuse ainsi le poste que lui proposait ce dernier en échange de son soutien. En réaction, Pepe Horse déclare « si tu veux, Al-fon-si-to, je le dis à voix basse : le PSOE de Séville doit occuper une place centrale et non subordonnée. Ce n'est pas la même chose qu'il y ait des Sévillans sous l'étendard de complaisance d'autres intérêts, qui soit le PSOE de Séville dans les organes régionaux et fédéraux ». Le 25 juillet 2004, Viera remporte le congrès et succède à Luis Navarrete comme secrétaire général du PSOE de la province de Séville en obtenant le soutien de 55,82 % des militants socialistes et Celis, qui devient vice-secrétaire général, est applaudi aux cris de « Alfonsito, Alfonsito! ». Sur proposition de Francisco Toscano (es), maire de Dos Hermanas, Susana Díaz devient secrétaire à l'Organisation, numéro trois, du PSOE de Séville.

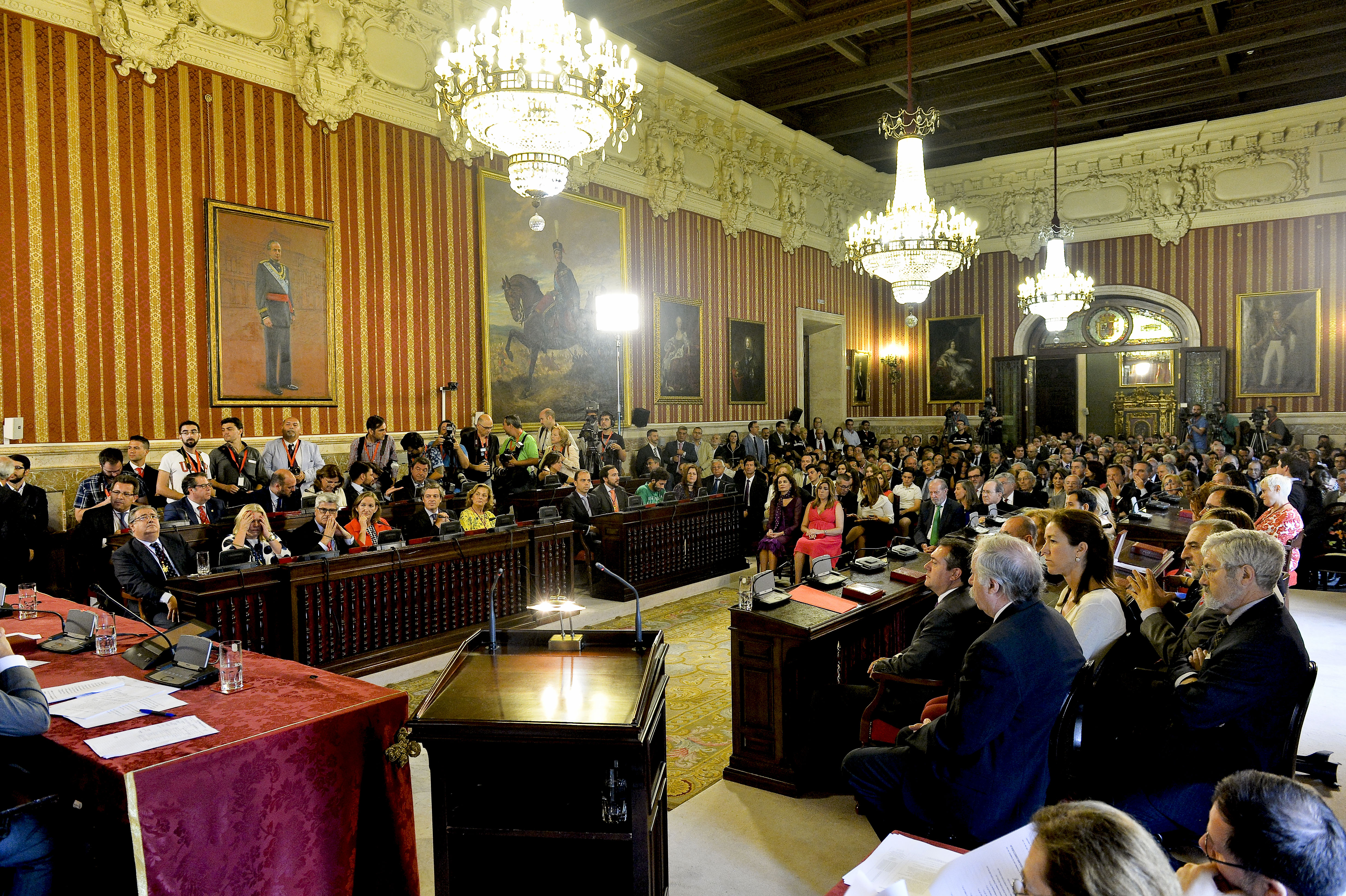
Le conseil municipal se réunit à l'Hôtel de ville de Séville pour délibérer.

À la suite la tenue des élections municipales de mai 2007, Monteseirín, reconduit la mairie grâce au soutien d'Izquierda Unida après avoir été de nouveau devancé en voix par la droite, intériorise le fait qu'il abandonnera ses fonctions au terme de la mandature. Face à la crise que traverse le groupe socialiste municipal, Viera et ses soutiens à la commission exécutive provinciale font pression sur Manuel Chaves pour que celui-ci force le renouvellement et désigne un successeur. Dans cet objectif, Viera nomme directement Emilio Carrillo comme porte-parole du groupe municipal sans demander l'avis de Monteseirín. Lors du congrès provincial de 2008, Viera est réélu avec 88,6 % des voix après que la candidature alternative soutenue par le maire de Séville n'a pas obtenu le nombre minimum de parrainages nécessaires. Monteseirín s'obstine alors à ce que Carrillo, favorable à Viera, ne soit pas désigné comme son successeur et choisit Alfonso Rodríguez Gómez de Celis, son bras droit, pour lui succéder.
Après sa démission comme responsable du département de l'Urbanisme en juillet 2008, Emilio Carrillo se voit confier le poste de conseiller délégué aux Ressources humaines conformément à la volonté du maire de confier une délégation à chaque élu de son groupe. Au début du mois de mars 2009, Carrillo déclare à la presse vouloir réfléchir à son avenir personnel, se sentant « harcelé » dans ses décisions, trouvant « absurde » de se maintenir en poste et laissant le soin à la direction provinciale de décider de son maintien comme simple conseiller municipal. Le secrétaire général provincial insiste auprès de Carrillo pour que celui-ci se maintienne en fonction au moins jusqu'à l'automne afin de le présenter comme possible candidat de l'appareil provincial à la mairie de Séville. Carrillo refuse et communique sa démission pour le conseil du 22 mai avec prise d'effet au 31 mai,. Cette démission affaiblit l'influence de la direction provinciale au sein du PSOE municipal car elle ne dispose plus d'aucun conseiller de poids pouvant s'opposer à Monteseirín.

#### Intervention capitale de Díaz et Viera

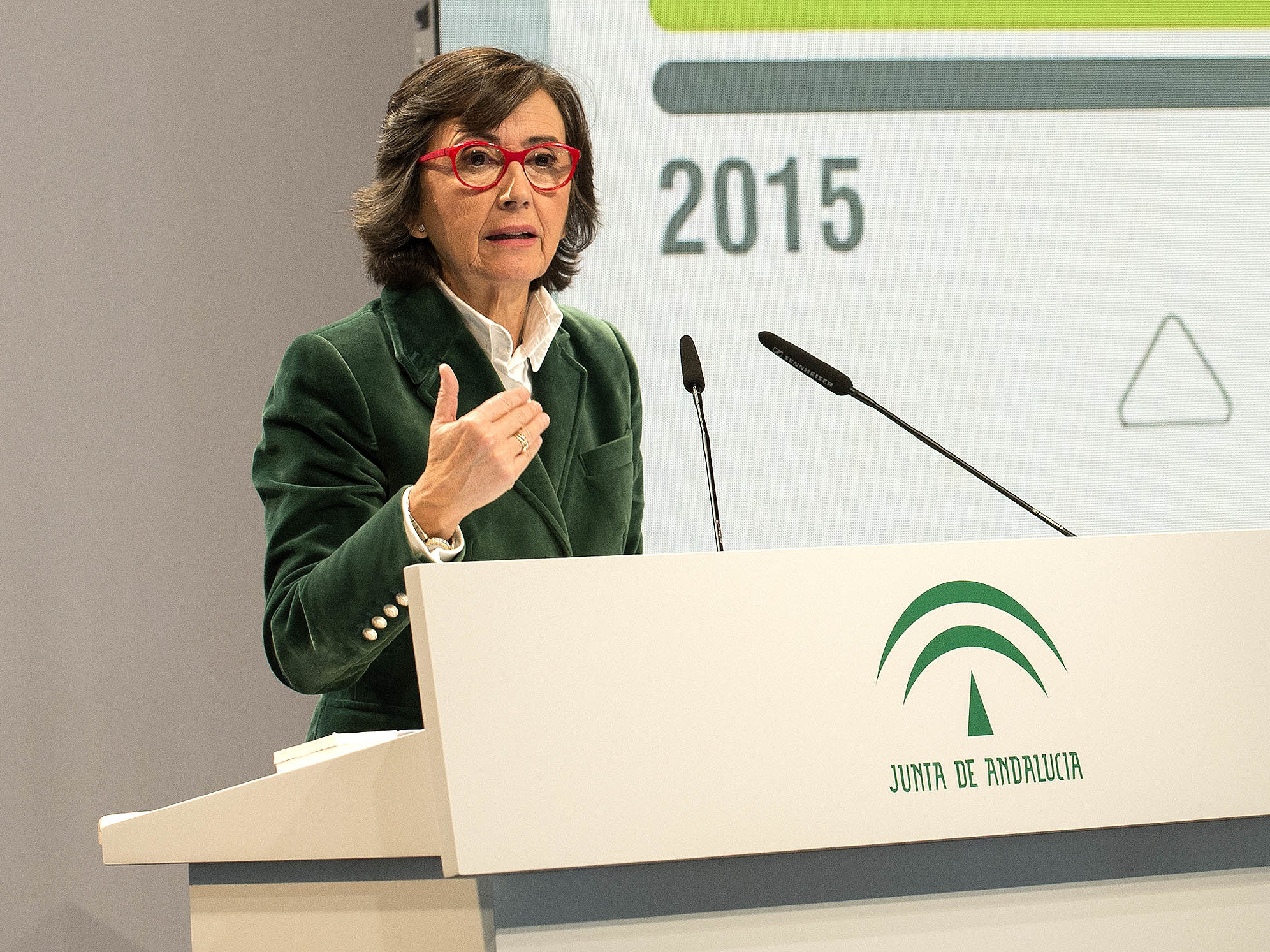
Rosa Aguilar recrute Celis comme secrétaire général au Logement en avril 2010.

En mars 2010, des sondages internes au PSOE mettent en doute le maintien à gauche de la ville de Séville au terme des élections municipales de mai 2011. José Antonio Griñán, successeur de Chaves à la présidence de la Junte d'Andalousie et au secrétariat général du PSOE-A, rend alors publique la décision du maire de Séville de ne pas se représenter pour un quatrième mandat, mettant ainsi dans la balance la démission immédiate de Monteseirín qui revendique sa « légitimité démocratique » pour continuer à gouverner,,. Griñán affirme ensuite à Celis qu'il sera tête de liste : « Alfonso, sois tranquille, tu seras le prochain maire de Séville ».
José Antonio Viera et Susana Díaz, entre-temps devenue secrétaire à l'Organisation du PSOE-A après la chute de Rafael Velasco, farouchement opposés à cette éventualité, manœuvrent dans l'ombre afin d'écarter Celis et ainsi placer l'un de leurs proches,,. Plusieurs dirigeants reconnaissent alors que son évincement correspond à la « grande frustration d'Alfonso, car il a bataillé et travaillé beaucoup pour cela ». Dans cette optique, Celis se voit proposer un poste de conseiller du gouvernement de l'Andalousie mais cette option n'aboutit pas lors du remaniement du 23 mars 2010 ; le président de la Junte lui proposant le poste de vice-conseiller à l'Emploi, sous l'autorité du nouveau conseiller Manuel Recio Menéndez,.
Au début du mois d'avril cependant, la conseillère aux Travaux publics et aux Transports Rosa Aguilar, le recrute « de sa propre initiative » comme secrétaire général au Logement, aux Terrains, à l'Architecture et à l'Institut de cartographie ; un poste de haut-fonctionnaire dont le rang est élevé à celui de vice-conseiller,,. Rétrospectivement, cette nomination a permis à Celis d'échapper à une possible procédure judiciaire. En effet, la majorité des fonctionnaires et dirigeants du département de l'Emploi ont été mis en examen dans le cadre de l'affaire ERE, une affaire de fraude aux aides publiques en cas de licenciement pour motif économique. Aguilar indique alors que Celis s'occupera du « développement de toutes les politiques du logement » et qu'il sera « un pilier important dans la nouvelle structure » du département exécutif. En réponse, Celis indique que cette nomination constitue « un honneur », remercie Aguilar et Griñán, et indique abandonner la politique municipale « parce que la conseillère a insisté pour que j'aille [travailler] avec elle »,.

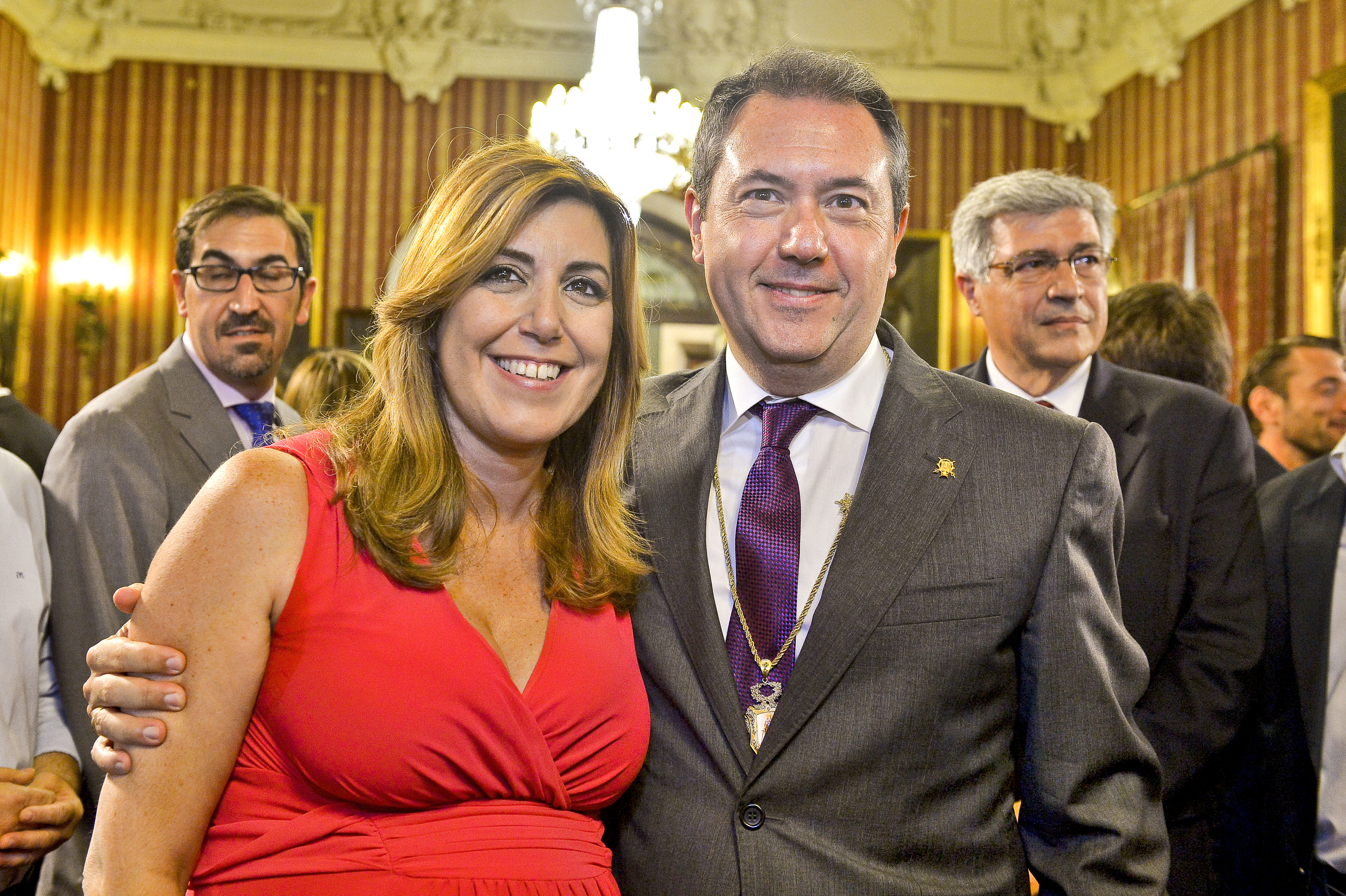
Susana Díaz impose Juan Espadas comme successeur de Monteseirín en 2010.

Monteseirín réorganise donc son groupe municipal : il confie la délégation de l'Urbanisme à Manuel Rey et les fonctions de porte-parole du groupe des élus socialistes à Alberto Moriña. La candidature de Celis étant écartée, Díaz et Viera imposent le nom de Juan Espadas, conseiller sortant au Logement et à l'Aménagement du territoire de la Junte d'Andalousie comme tête de liste, bien que le nom de Rosamar Prieto-Castro a également circulé dans le cas où le maire de Séville démissionnerait avant la fin de la mandature,,,,,. Javier Arenas, le président du Parti populaire d'Andalousie, critique Griñán pour avoir créé « une grande crise et un grand vide » dans la ville de Séville.

## Responsabilités régionales

### Secrétaire général au Logement
Le remplacement d'Aguilar, appelée au ministère de l'Environnement et du Milieu rural et marin par Zapatero en octobre 2010, par Josefina Cruz (es) ne remet pas en cause les fonctions de Celis. Le mois suivant, il est choisi comme coordonnateur du programme-cadre du PSOE en vue des élections municipales de mai 2011. Le 27 décembre, le journal ABC révèle que Celis aurait profité de fonds de la direction de l'Urbanisme tirés d'un contrat de publicité institutionnelle afin de promouvoir son image personnelle. Le 4 janvier 2011, l'association Foro Sevilla Nuestra porte plainte pour malversation à ce sujet. La direction de l'Urbanisme se défend en expliquant que le contrat de publicité institutionnelle a été conclu en 2006, sous la direction d'Emilio Carrillo, que les clauses de celui-ci prévoyaient qu'il puisse être annuellement prorogé pour une durée de deux ans à compter de son terme initial, et que le contrat a pris fin le 8 juin 2010, deux mois après la démission de Celis,.

### Député au Parlement d'Andalousie

#### Bataille andalouse pour Carme Chacón

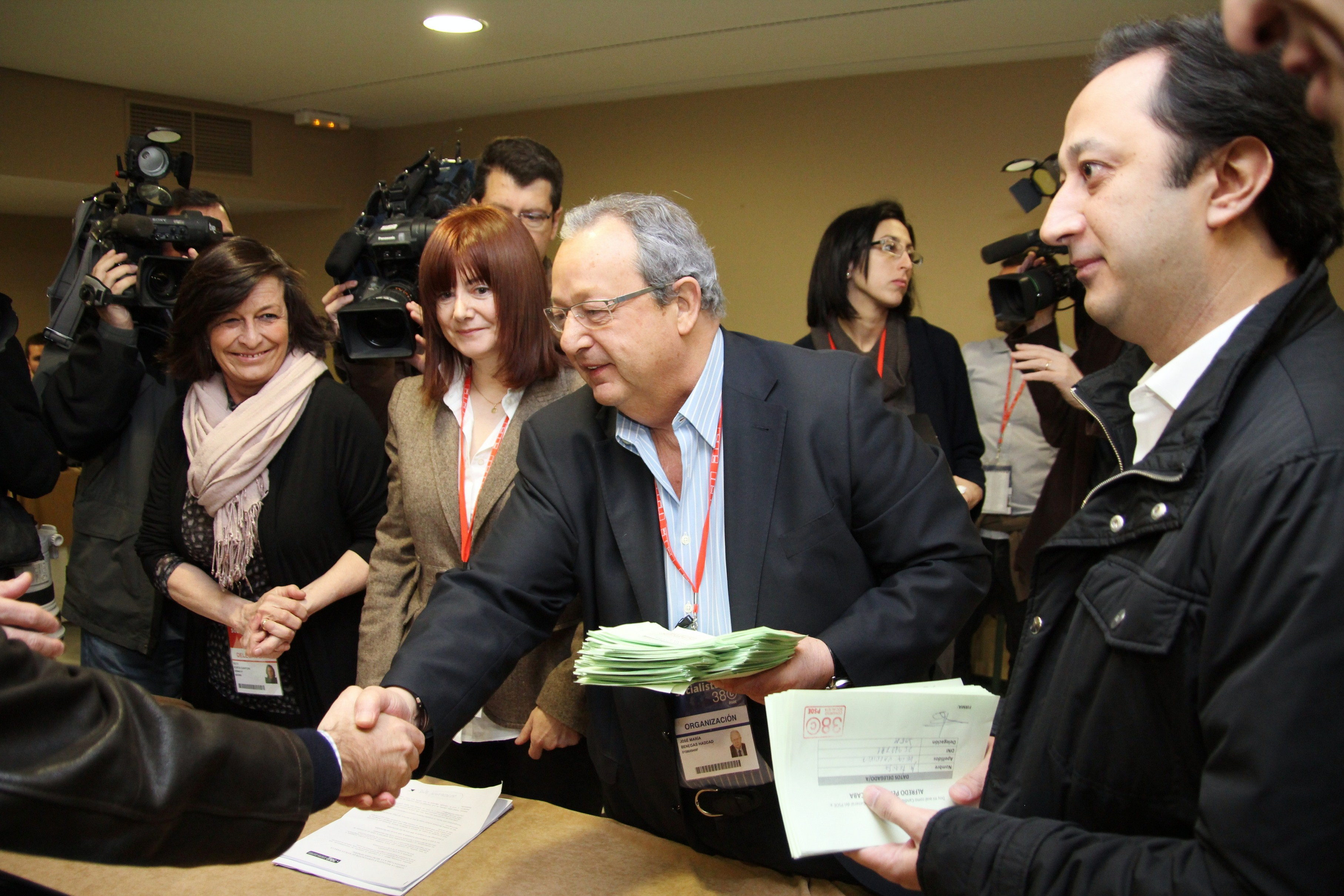
Celis (droite) est délégué pour la candidature d'Alfredo Pérez Rubalcaba lors du congrès de Séville en 2012.

Lors des élections générales anticipées du 20 novembre 2011, le PSOE perd le pouvoir et abandonne 59 sièges de députés, tandis que le Parti populaire de Mariano Rajoy obtient la majorité absolue des sièges au Congrès des députés. Le lendemain, le secrétaire général sortant du parti José Luis Rodríguez Zapatero annonce la tenue d'un congrès fédéral ordinaire pour la première semaine de février 2012.

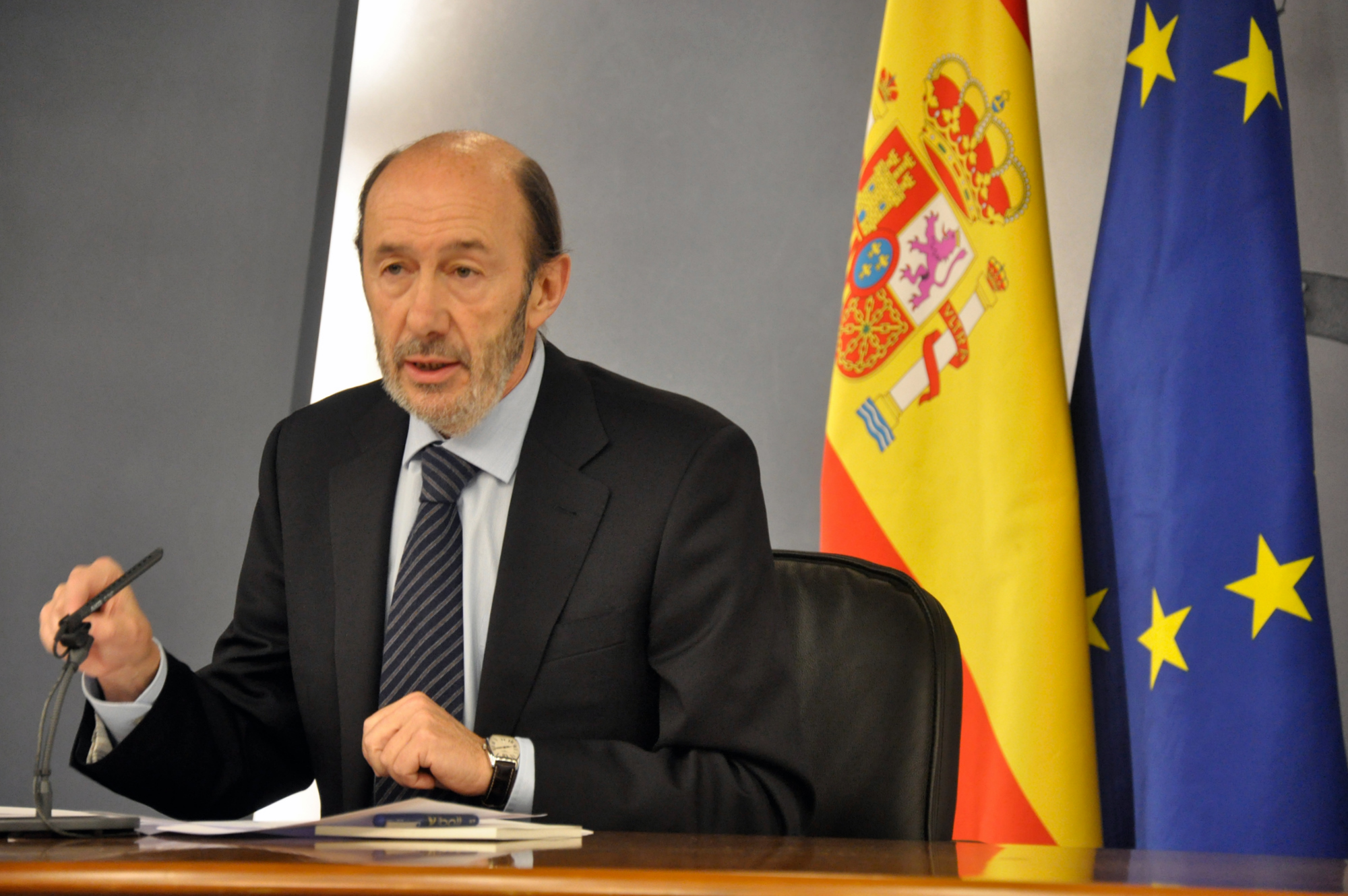
Alfredo Pérez Rubalcaba est secrétaire général du PSOE entre 2012 et 2014.

Ainsi, dans le cadre du 38e congrès fédéral du PSOE, deux candidatures émergent : l'ancien vice-président du gouvernement Alfredo Pérez Rubalcaba et l'ancienne ministre de la Défense Carme Chacón. Cette dualité oblige les fédérations socialistes régionales à se prononcer en faveur de l'un des candidats. Le rapport de force au sein de la fédération andalouse, qui élit 234 des 954 délégués, est décisif pour faire pencher la balance d'un côté ou de l'autre. Candidat à sa succession lors des élections andalouses du 25 mars 2012, Griñán ne révèle pas son vote mais soutient officieusement Carme Chacón, ainsi que Susana Díaz et cinq des huit secrétaires généraux provinciaux,. Au contraire, Celis mène campagne pour Rubalcaba, au même titre que José Antonio Viera et la conseillère de la Junte Micaela Navarro,,. Le 4 février, Rubalcaba l'emporte avec 22 voix d'avance. Celis est élu membre du comité fédéral du parti, parlement interne du parti, mais Susana Díaz refuse sa nomination au sein de la direction du PSOE d'Andalousie.

#### Élection très incertaine

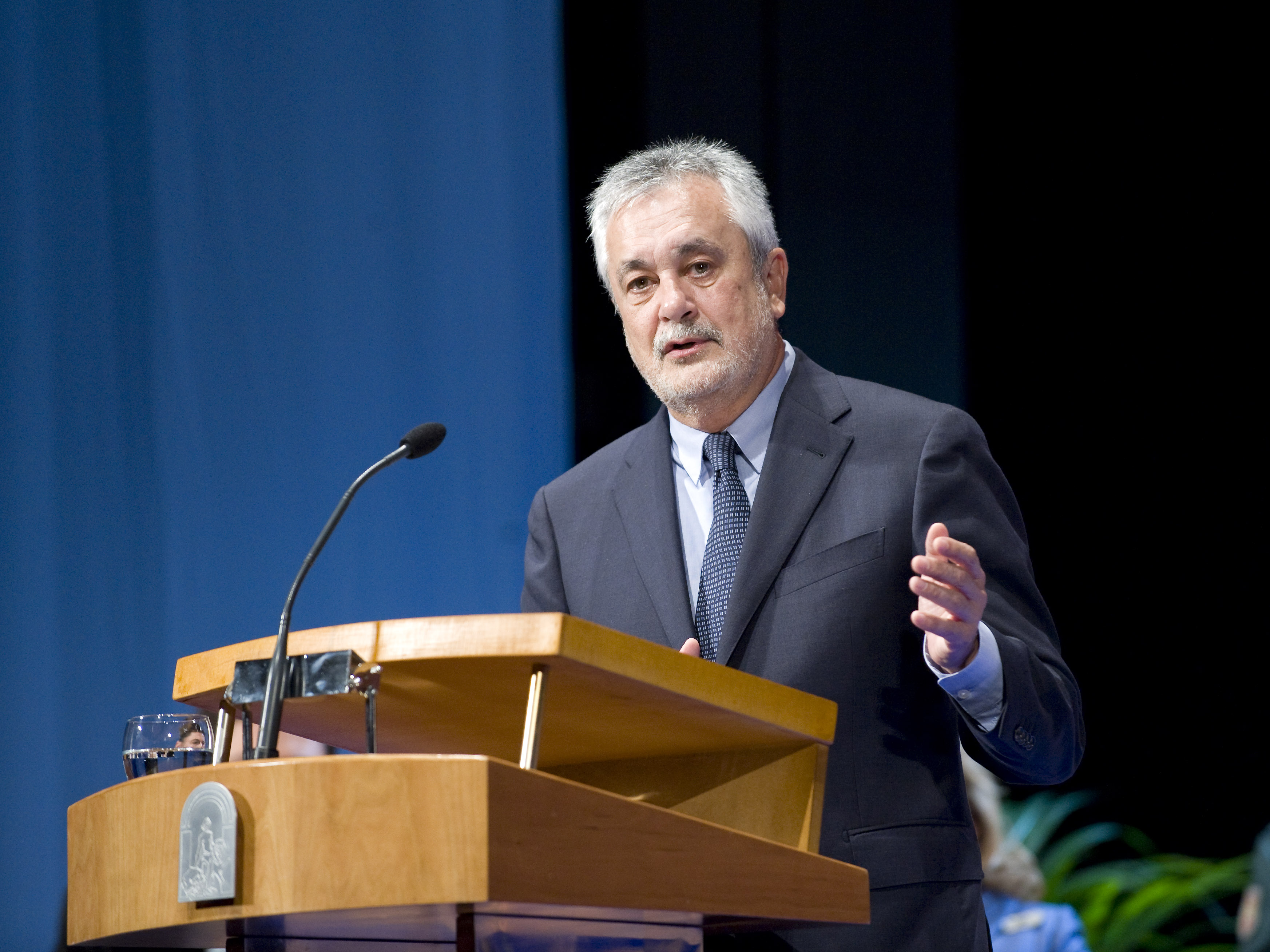
Candidat à la présidence de la Junte, Griñán mène la liste socialiste dans la circonscription de Séville.

Dans le cadre de l'élaboration des listes pour les élections andalouses de mars 2012, la fédération de Séville se déchire en deux entre les partisans et les opposants de Griñán. José Antonio Viera accuse alors le candidat à la réélection d'ingérences et d'exclure de la liste les personnes ayant soutenu Rubalcaba. N'ayant plus la majorité au sein de la direction provinciale et dénonçant la prise en compte des « circonstances économiques de certains », Viera démissionne de ses fonctions le 12 février, entrainant de facto la dissolution de tous les organes du PSOE de Séville et la mise en place d'une direction provisoire menée par Manuel Gracia,,. Le comité provincial devant valider la liste du parti dans la circonscription de Séville se tient à la demande des partisans de Díaz et Griñán malgré les menaces d'invalidité énoncées par la présidente fédérale du comité des garanties Carmen Hermosín. La liste, qui inclut Celis à une neuvième position non éligible, obtient le soutien de 72 des 79 militants présents au moment du vote, soit 37 % des 209 membres du comité provincial.
La direction fédérale menée par Rubalcaba ordonne immédiatement à la direction du PSOE-A et aux directions provinciales l'inclusion de cinq personnes ayant soutenu l'ancien vice-président du gouvernement au cours du 38e congrès. Parmi celles-ci, seul Luis Pizarro est placé en position éligible, Celis étant seulement remonté à la septième place dans la province de Séville, là où les perspectives électorales ne sont pas très favorables aux socialistes,,. Cette candidature étant incompatible avec ses fonctions administratives, il est relevé de ses responsabilités le 17 février,.
Le soir du scrutin, le PP de Javier Arenas détrône le PSOE comme premier parti régional pour la première fois depuis les premières élections au Parlement d'Andalousie en 1982 mais ne dispose pas d'une majorité suffisante pour gouverner, les forces de gauche étant majoritaires. Dans la circonscription de Séville, les socialistes se maintiennent en tête avec 414 272 voix et remportent neuf des 18 sièges en jeu, ce qui permet l'élection de Celis au Parlement d'Andalousie.
Au Parlement, Celis est membre de la commission de l'Équipement et du Logement et est choisi comme secrétaire de la commission de la Justice et de l'Intérieur. Il est également vice-président de la commission de la Santé et du Bien-être social, renommée commission de l'Égalité, de la Santé et des Politiques sociales lorsque Susana Díaz accède à la présidence de la Junte d'Andalousie en septembre 2013.

#### Congrès andalous de 2012

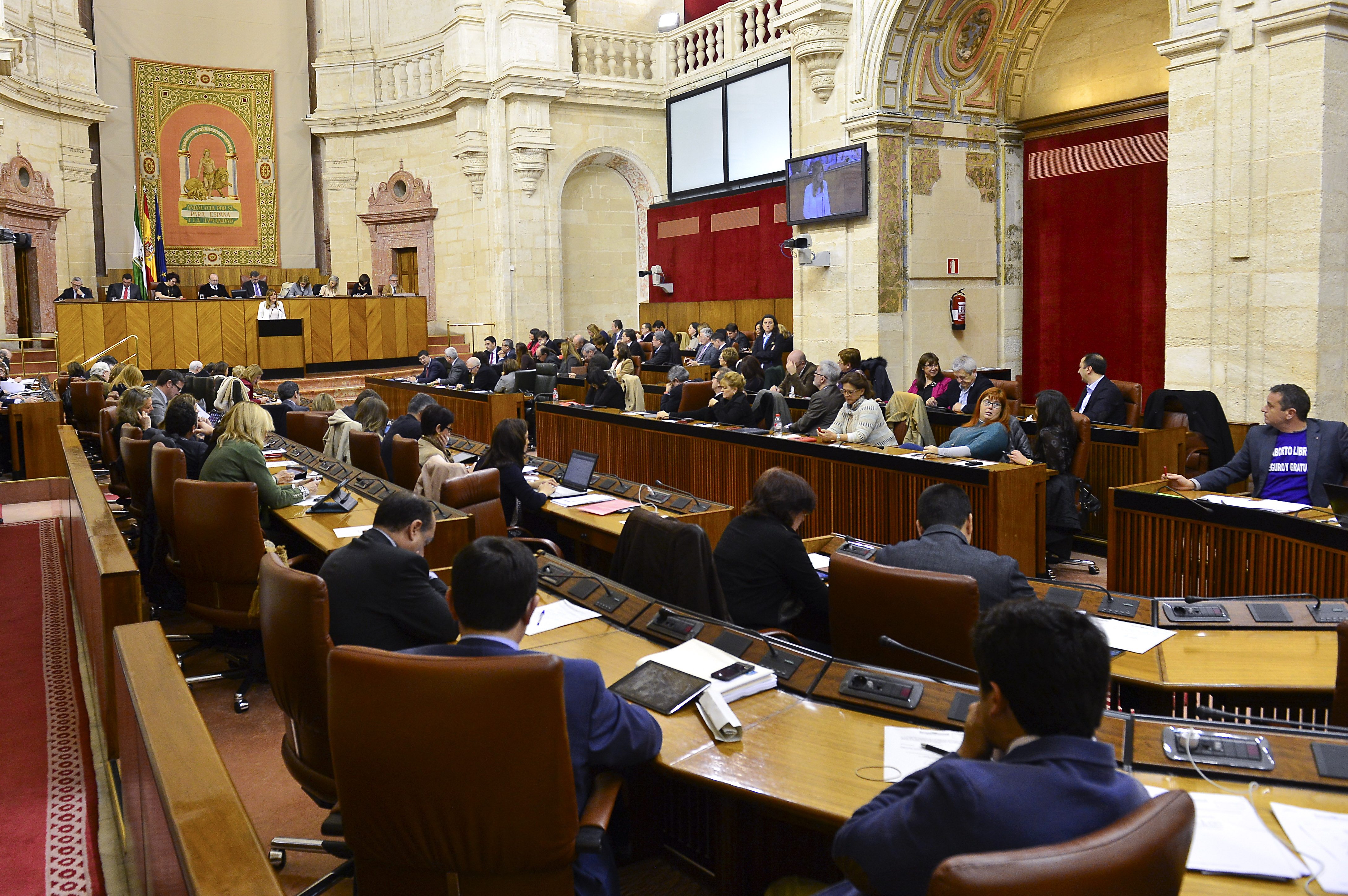
Politiquement opposé à Susana Díaz, Alfonso Gómez de Celis siège à l'extrémité des bancs réservés au groupe socialiste.

La division entre les partisans et les détracteurs de Rubalcaba se prolonge lors du congrès régional du PSOE-A de juillet 2012 et des congrès provinciaux immédiatement postérieurs pour devenir une lutte entre le secteur officiel représenté par l'appareil du parti et ayant soutenu Chacón, et les critiques ayant soutenu Rubalcaba menés par le maire de Dos Hermanas, Quico Toscano, désormais totalement opposé à Susana Díaz. Des sources du parti indiquent alors que Rubalcaba s'oppose à toute manœuvre des critiques dans la mesure où il a besoin du soutien de Griñán et de la fédération andalouse s'il veut remporter les primaires socialistes de 2014.
Lors des conventions provinciales devant désigner les 563 délégués devant voter lors du congrès régional à Almería, le secteur critique présente une liste alternative dans cinq des huit provinces andalouses mais seuls les militants de Cadix, Séville, Malaga et Cordoue envoient des représentants de ce courant. Dans la fédération provinciale de Séville, qui dispose de 127 délégués au congrès du PSOE-A, le secteur critique obtient un score non négligeable de 35 % des voix et 45 délégués, bien plus que les 22 % de délégués que lui offrait le secteur officiel,,. Les critiques de la province de Séville deviennent alors la quatrième faction la plus importante du congrès régional et se félicitent d'avoir recueilli un score aussi important sans disposer des moyens de la députation ou de la Junte ; Celis louant un « exemple de démocratie interne »,.
Le 7 juillet 2012, José Antonio Griñán est réélu avec le soutien de 71,1 % des délégués, tandis que 28,9 % d'entre eux, membres du secteur critique, font le choix de voter blanc. Ce résultat est inédit pour le PSOE d'Andalousie dans la mesure où Griñán avait obtenu 99,8 % des voix en 2010 et Manuel Chaves était successivement réélu avec une fourchette comprise entre 80 et 90 % des voix. Visiblement surpris du résultat, Griñán refuse d'intégrer certains représentants du secteur critique dans sa nouvelle direction qu'il compose avec des fidèles,.

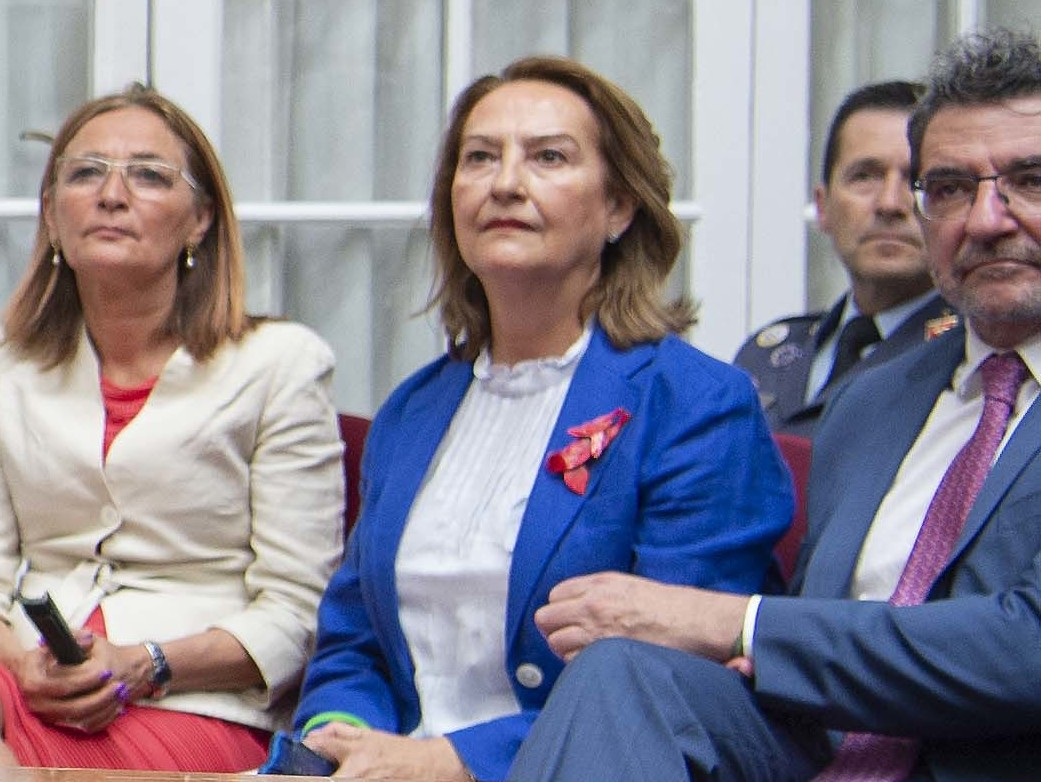
Antonio Gutiérrez Limones (droite) perd face à Susana Díaz lors du congrès du PSOE de Séville.

Après cinq mois de direction provisoire formée à la suite de la démission de Viera, le PSOE de la province de Séville est appelé à élire un nouveau secrétaire général le 14 juillet, une semaine après le 12e congrès régional. Dans cette optique, Susana Díaz annonce sa candidature trois jours avant la tenue du congrès d'Almería. De son côté, le secteur critique attend l'annonce des résultats régionaux avant de prendre une décision. Leur score les incite à se lancer dans la bataille et à s'unir derrière Antonio Gutiérrez Limones, le sénateur et maire d'Alcalá de Guadaíra, qui fonde son projet sur une approche municipaliste. Si Díaz part favorite et compte sur le soutien public de Griñán, du président de la députation Villalobos, du porte-parole à la mairie de Séville Juan Espadas et de 51 des 61 maires socialistes de la province, Limones est lui soutenu par l'ancien président de la Junte d'Andalousie, José Rodríguez de la Borbolla, Quico Toscano, José Antonio Viera et Alfonso Rodríguez Gómez de Celis,,,,.
Le soir du scrutin, Susana Díaz remporte 263 voix sur 393, soit un score de 66,92 % contre son concurrent qui réunit 130 voix et réalise un score de 33,02 %. Reconnaissant sa défaite, le maire d'Alcalá de Guadaíra demande que la nouvelle direction provinciale intègre les « meilleurs et tous les talents » et qu'un conseil des maires soit créé. Díaz opte cependant pour la « doctrine Griñán » et refuse d'intégrer des représentants du secteur critique dans la nouvelle direction provinciale ; celui-ci devant se contenter d'une unique place au sein du comité exécutif et de huit au sein du comité directeur lui revenant de droit.

### Échec des critiques aux primaires de 2013

#### Trois candidats en lice

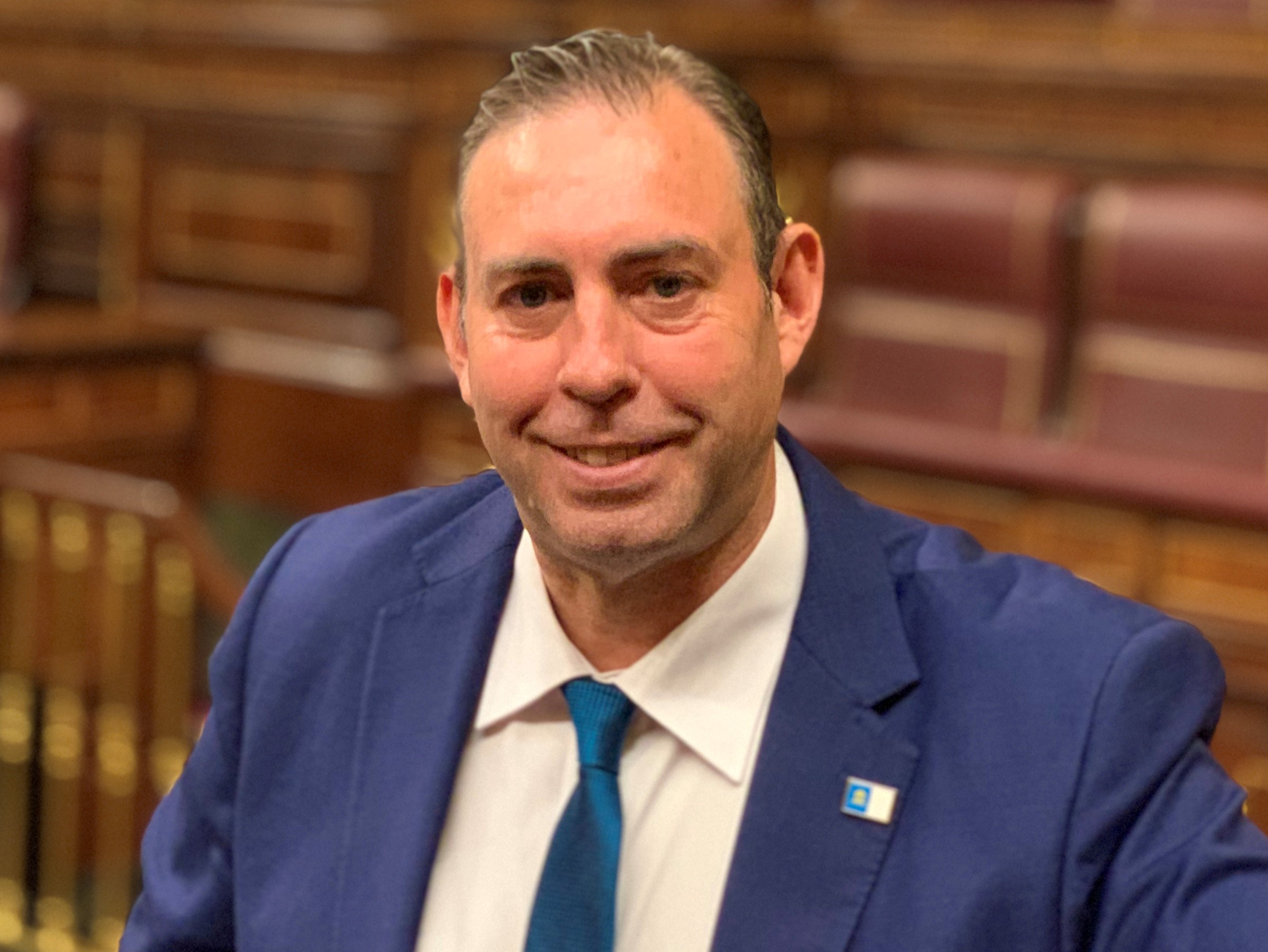
José Antonio Rodríguez Salas échoue de peu à provoquer un vote lors des primaires socialistes de l'été 2012.

Lors du débat sur l'état de la communauté autonome du 26 juin 2013 au Parlement andalou, José Antonio Griñán annonce qu'il ne sera pas candidat à sa succession au terme de la législature,. Le lendemain, la commission exécutive du PSOE-A se réunit pour convoquer des primaires internes pour le 29 juillet afin de désigner le candidat à la présidence de la Junte,. La commission exécutive fédérale du PSOE valide ce processus le 1er juillet, le comité directeur du PSOE-A réalise la même opération le lendemain.
Le 27 juin, Alfonso Gómez de Celis indique vouloir mettre en œuvre les conclusions politiques du 38e congrès fédéral, donc ouvrir les primaires aux sympathisants et citoyens non-inscrits au PSOE ; qualifiant le remplacement de Griñán d'« opportunité historique » dans la mesure où cela supposerait un « plus de légitimité que personne encore n'a eu au PSOE ». Celis veut de fait l'abaissement du seuil des parrainages de 15 à 10 %. Il critique le règlement des primaires suivi par la direction régionale qu'il qualifie de « dépassé », la précipitation des primaires et indique que « 100 % des personnes qui parlent de cela librement pensent que le processus est conçu pour qu'il n'y ait pas de primaires. Au Vénézuela, cela se nomme de la démocratie formelle. On les déguise en démocratiques mais en réalité elles ne le sont pas ». De même, il refuse vouloir mener une candidature alternative mais dit qu'un vote départageant plusieurs projets est « beaucoup mieux ».
Le secteur critique à Griñán depuis le congrès régional de 2012 comprend que le choix de la date du 29 juillet est calculé pour que la conseillère à la Présidence et à l'Égalité Susana Díaz ne rencontre aucune opposition interne dans la mesure où, sans candidat clairement défini, le secteur critique doit réunir 6 860 parrainages avant le 17 juillet. José Antonio Rodríguez Salas, maire de Jun très présent sur les réseaux sociaux, est perçu dès lors comme potentiel candidat alternatif.

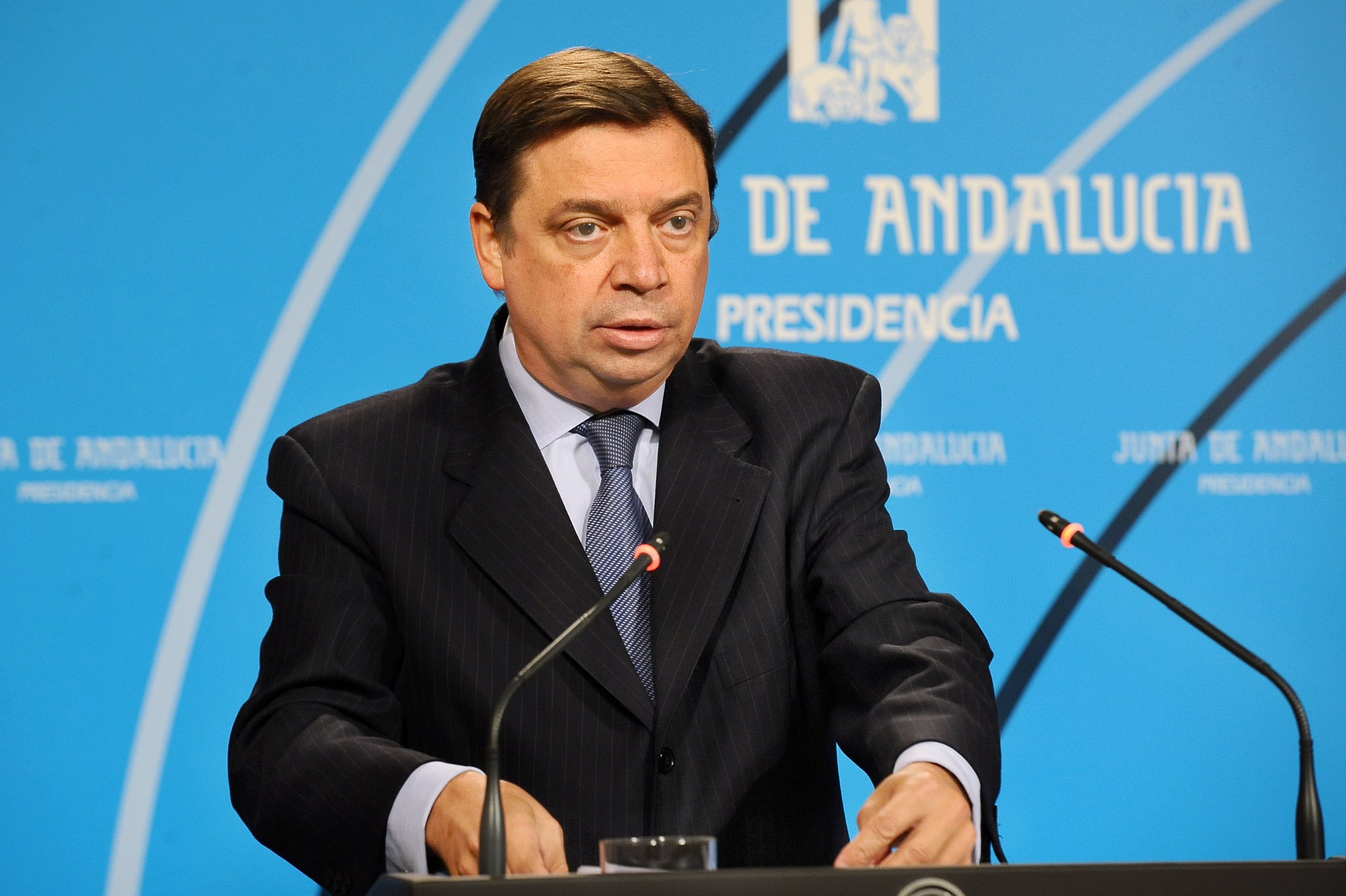
Gómez de Celis est le directeur de campagne de Luis Planas, dont la candidature inclut plusieurs membres du secteur critique.

Le 1er juillet, après l'avoir pourtant nié plusieurs jours auparavant, Luis Planas, conseiller à l'Agriculture du gouvernement Griñán II annonce sa candidature,,. Le jour même, Rodríguez Salas questionne cette candidature, qu'il voit comme la « marque blanche de l'originale [celle de Susana Díaz] » dans la mesure où le conseiller à l'Agriculture est très proche de Griñán et qu'il est donc dans une position adéquate pour doter les primaires d'un semblant de démocratie en retirant sa candidature au dernier moment alléguant qu'il « n'a pas assez de parrainages »,,.
Susana Díaz formalise sa candidature deux jours plus tard après l'avoir communiquée à Griñán et Rubalcaba,,. Elle obtient dès lors le soutien de Rafael Escuredo comme premier parrainage, du porte-parole parlementaire Francisco Álvarez de la Chica, du conseiller à la Culture Luciano Alonso, du porte-parole à la mairie de Séville Juan Espadas, du président du Parlement d'Andalousie et ancien président de la direction provisoire du PSOE de Séville Manuel Gracia et de presque tout l'appareil du parti,,. Le maire de Jun annonce le même jour que Díaz sa candidature officielle et demande la reconnaissance des soutiens obtenus sur internet comme des parrainages,.
Luis Planas indique ne pas être un « candidat de paille » et qu'une « marque blanche est par principe un produit avec moins de valeur ajoutée, je n’appellerais pas mes compagnons ainsi ». La candidature de Planas prend un nouveau tournant lorsque celui-ci annonce le 4 juillet qu'Alfonso Rodríguez Gómez de Celis, représentant du secteur critique de Séville, sera son directeur de campagne,,. Le candidat demande alors de ne « fermer aucune possibilité de participation » aux primaires, souhaitant une baisse des seuils de parrainages de 15 à 10 %, position déjà soutenue par Celis, tout en admettant travailler sur la base du règlement des primaires et qu'il n'est pas facile de réunir les parrainages,. Le 8 juillet, la commission des garanties électorales du PSOE-A rejette la demande d'abaissement des seuils et celle tendant à considérer comme valides les parrainages exprimés par internet. Le vice-secrétaire général du PSOE-A, Mario Jiménez, déclare que le fait qu'une seule candidature réunisse les parrainages nécessaires « n'enlève pas sa valeur démocratique aux primaires ».

#### Triomphe de Díaz

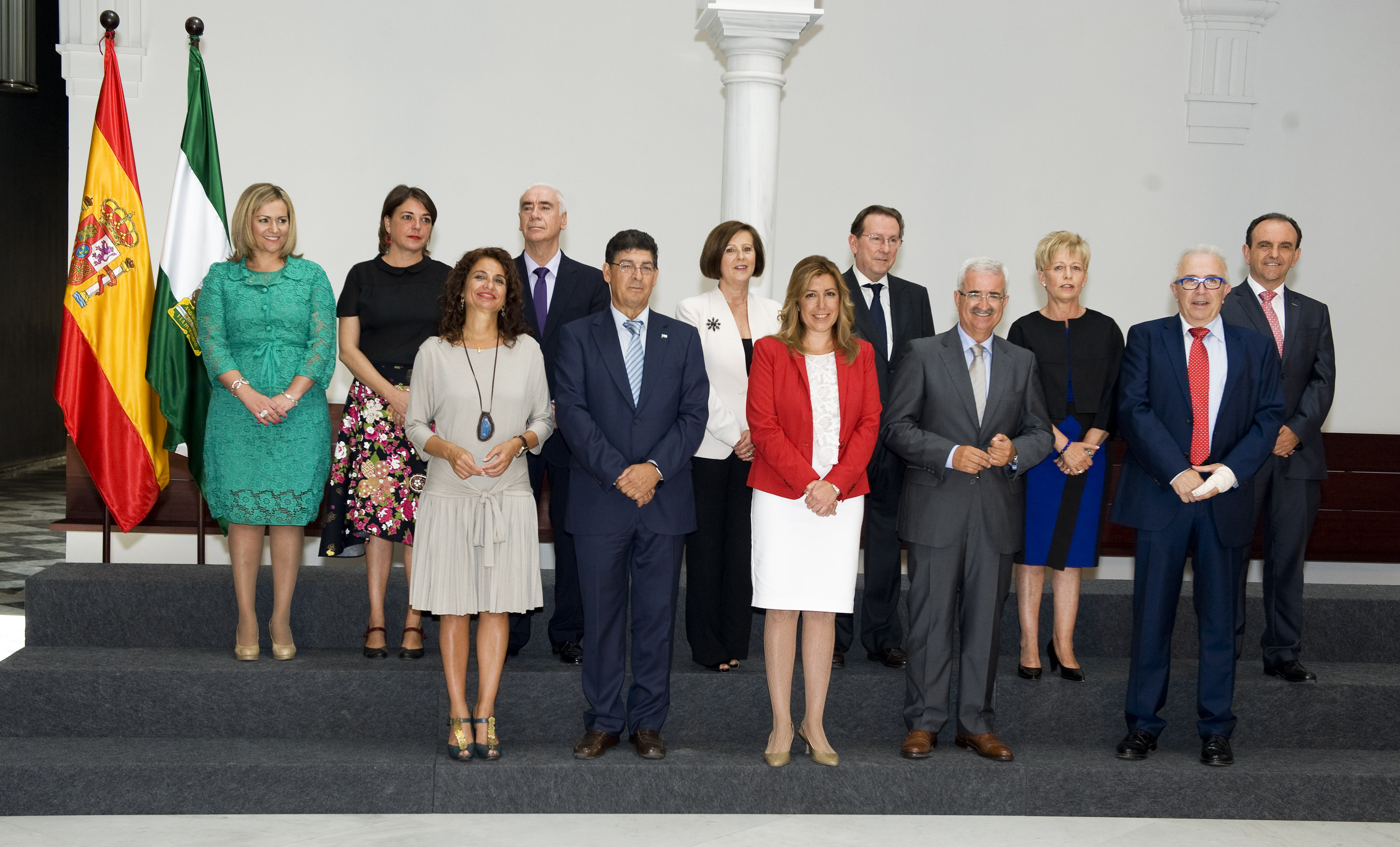
La démission de Griñán conduit Susana Díaz à la présidence de la Junte où elle nomme un gouvernement renouvelé.

Suana Díaz annonce le 16 juillet qu'elle peut déjà compter sur le parrainage de plus de la moitié des militants socialistes andalous, parmi lesquels au moins 6 000 soutiens proviennent de la province de Séville. S'avouant distancé, Planas dit disposer de 70 % des parrainages nécessaires alors que Salas indique qu'il ne lui en manque plus que 780. Afin d'éviter une défaite humiliante, Celis conseille à Planas de se retirer mais ce dernier s'y oppose, préférant perdre que se retirer. Le décompte officiel indique que Díaz a remporté plus de 21 000 soutiens, loin devant Planas qui est soutenu par 4 500 militants ; Salas échouant de peu à se qualifier avec 196 parrainages en moins que le minimum requis,,. Seule candidate en lice, Susana Díaz est officiellement proclamée candidate à la présidence de la communauté autonome le 21 juillet.
Le 23 juillet, durant le comité directeur devant valider l'ensemble des primaires et confirmer la victoire de Díaz, Griñán annonce sa démission de ses fonctions de président de la Junte d'Andalousie pour le mois de septembre, favorisant ainsi son remplacement par Díaz,,
. Le 27 août, Griñán présente sa démission devant son conseil de gouvernement ouvrant la voie à un processus d'investiture. Le même jour, la commission exécutive du PSOE-A investit Díaz comme candidate à l'investiture. Après deux jours de débats, la candidate socialiste est investie par le Parlement d'Andalousie par 58 voix pour et 48 contre le 5 septembre.

#### Díaz secrétaire générale

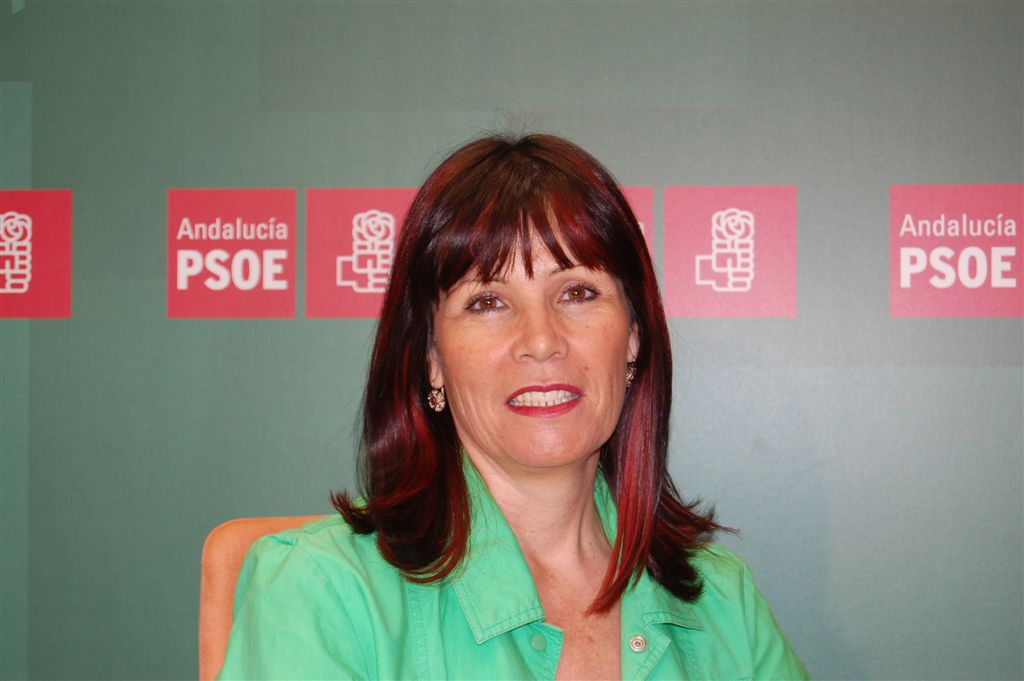
Susana Díaz récupère Micaela Navarro pour présider le PSOE-A, obtient le soutien de la province de Jaén et assoit son pouvoir en Andalousie.

À la fin du mois, Alfonso Gómez de Celis, Josele Aguilar et Joaquín Dobladez, tous membres du secteur critique, publient une tribune dans laquelle ils appellent le PSOE à organiser des primaires ouvertes à tous les Espagnols, alors qu'approchent la conférence politique consacrée à ce sujet, puis le congrès extraordinaire du PSOE andalou devant consacrer Díaz au secrétariat général. Pour eux, « si nous disons qu'il est nécessaire d'ouvrir le PSOE à la société, nous devrons faire des primaires ouvertes aux citoyens », indiquant qu'il s'agit là du « vrai défi de ce que l'on appelle la nouvelle période du socialisme andalou »,,.
Proche du secteur critique jusqu'aux primaires de juillet 2012, Francisco Reyes, secrétaire général du PSOE de la province de Jaén, apporte son soutien à Griñán et Díaz, actant ainsi son rapprochement avec l'appareil régional du PSOE-A. Díaz obtient ensuite le soutien de l'ensemble des secrétaires généraux des différentes provinces de l'Andalousie, ce qui lui permet d'obtenir le soutien de 98,6 % des 778 délégués au congrès et d'être proclamée secrétaire générale de la plus importante fédération socialiste régionale avec seulement 10 votes blancs.
Ce résultat donne à Díaz tous les pouvoirs pour choisir les membres de sa future commission exécutive (CER),,,. Elle s'installe ainsi comme la principale figure socialiste émergente dans la mesure où elle contrôle la totalité du PSOE-A et dirige l'Andalousie, seule communauté autonome gouvernée par les socialistes avec les Asturies.
Le PSOE provincial de Séville doit alors changer de secrétaire générale. Verónica Pérez, amie de longue date de Díaz, est proclamée secrétaire générale provinciale le 30 novembre après le retrait du président de la députation Rodríguez Villalobos. La commission exécutive qu'elle forme marque une continuité certaine avec la précédente, tout en intégrant quelques membres du secteur critique proches d'Antonio Gútierrez Limones,,.

## Principal soutien de Pedro Sánchez en Andalousie

### Campagne des primaires de 2014

#### Groupe de l'Orixe

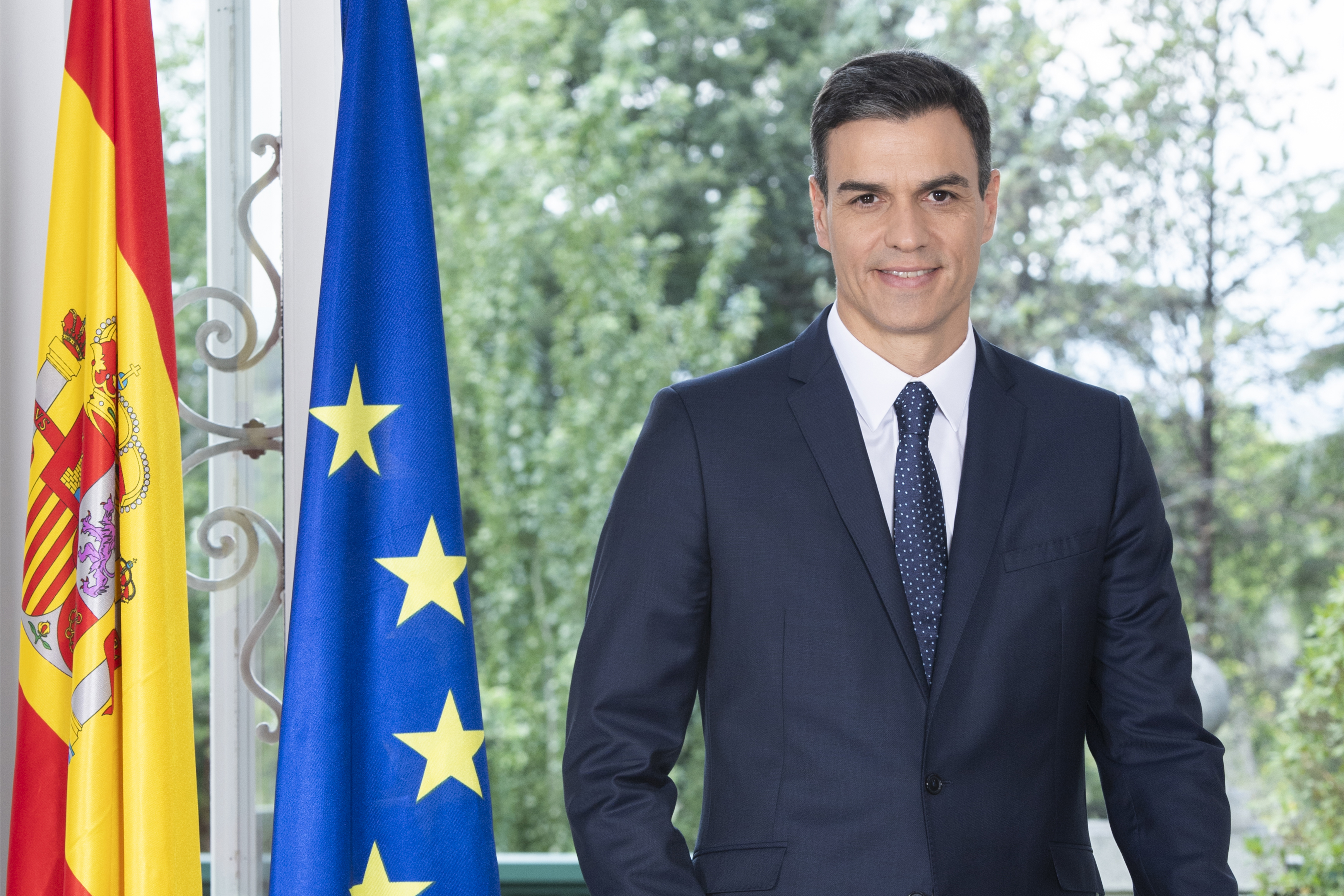
Toscano et Celis repèrent le jeune député madrilène Pedro Sánchez et font campagne pour lui en Andalousie.

Gómez de Celis fait la rencontre de Pedro Sánchez, alors conseiller municipal de Madrid, à l'automne 2008 lors d'une réunion d'un groupe de travail créé par le député national et nouveau secrétaire fédéral aux Villes et à la Politique municipale Antonio Hernando. À cette réunion, assistent également Juan Manuel Serrano et Isaura Leal,,. En avril 2013, Quico Toscano, inquiet des résultats obtenus par les socialistes lors des élections municipales, régionales et générales, au cours desquelles le PP de Zoido conquiert la mairie de Séville et Mariano Rajoy remporte la majorité absolue au Congrès des députés, fait venir Pedro Sánchez pour que celui-ci donne une conférence à Dos Hermanas, après avoir eu de bons échos de lui par les journalistes parlementaires madrilènes. Intéressés par le profil, l'image et le fait que Sánchez possède une expérience professionnelle, Toscano et Celis lui indiquent que « l'important est de s'entourer d'une bonne équipe, de se faire connaître peu à peu » et qu'ils l'aideront « dans l'ombre pour ne pas lui faire du tort » en raison de leur appartenance au secteur critique du PSOE-A ; l'idée étant alors de présenter Sánchez aux primaires de novembre 2014 devant désigner le candidat à la présidence du gouvernement en vue des futures élections générales.
Pour la conférence politique promue par le secrétaire général du PSOE Alfredo Pérez Rubalcaba en novembre 2013, pour laquelle Celis plaide pour une limitation des fonctions exécutives à deux mandats et la mise en place d'un règlement pour des primaires ouvertes unique à toutes les fédérations socialistes, Sánchez est responsable du contenu et des amendements et parcourt, de fait, les sections socialistes dans tout le pays pour organiser le travail d'amendements, jetant les bases de son réseau de contacts,. Jusqu'en mars 2014, ces premiers contacts travaillent alors chacun dans leur territoire pour le compte de Sánchez, qui indique d'ores et déjà vouloir se présenter aux primaires,.
Le 15 mars 2014, veille du comité fédéral chargé de valider la liste pour les élections européennes du 25 mai, Sánchez prend l'initiative de réunir dix de ces premiers soutiens au restaurant Orixe de Madrid, actant la création d'une équipe dont les membres ne se connaissent encore pas. Parmi eux, se trouvent les députés au Parlement d'Andalousie Celis et Javier Aragón, l'ancien dirigeant andalou Rafael Román Guerrero (es), les députés nationaux Sofía Hernanz et Juan Luis Gordo, le conseiller municipal canarien Javier Abreu, l'ancien conseiller de la Junte d'Estrémadure José Luis Quintana (es), l'ancienne députée aux Cortes de Castille-et-León Luz Martínez Seijo, ainsi qu'Isaura Leal et Juan Manuel Serrano.

#### Départ de Rubalcaba et primaires militantes

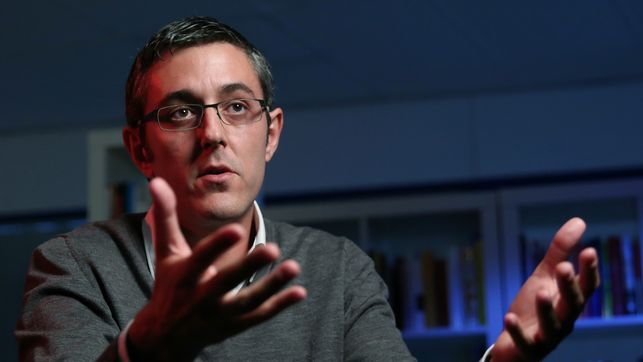
Eduardo Madina est le principal rival de Pedro Sánchez lors des primaires de 2014.

Au soir des élections européennes, le PSOE s'effondre à 23 % des voix, soit 15 points de moins qu'en 2009 et cinq points de moins qu'aux élections générales de 2011. Le lendemain 26 mai, Rubalcaba indique assumer personnellement la responsabilité de cet échec, démissionne et convoque pour les 20 et 21 juillet un congrès fédéral extraordinaire chargé d'élire un nouveau secrétaire général du PSOE. Des dirigeants, parmi lesquels Manuel Chaves et Luis Pizarro pourtant éloignés de Díaz, se tournent alors vers la secrétaire générale du PSOE-A, dont le bon résultat en Andalousie représente un quart des voix du PSOE sur le plan national, réussissant à placer le PSOE-A en tête dans la communauté autonome, pour assurer la transition jusqu'à la désignation du candidat socialiste à la présidence du gouvernement à l'automne,,. Cette dernière laisse planer un doute sur une possible candidature mais souhaite un congrès où elle serait élue par acclamation, sans véritable vote interne ; position refusée par Eduardo Madina et Carme Chacón qui exigent des primaires ouvertes et démocratiques avec urnes et isoloirs,. Lors de la réunion de groupe des députés socialistes au Parlement d'Andalousie, Celis demande au PSOE-A de « jouer un rôle incontournable devant contribuer à ce qu'une direction forte soit élue ». Celis conseille alors à Sánchez de ne pas se lancer et de respecter le poids de l'Andalousie et de sa présidente, indiquant que contre l'Andalousie, il n'est pas possible de gagner et que certains dirigeants se positionneront plus par adversion envers un candidat que pas sympathie pour d'autres.
Rubalcaba annonce le 29 mai soutenir l'idée de primaires ouvertes avant la tenue du congrès comme le réclament Madina, Chacón et Sánchez, position favorablement accueillie par l'ensemble des secrétaires généraux régionaux, à l'exception de Díaz, et Javier Lambán pour le PSOE d'Aragon. Face à cette conjoncture, Díaz renonce à présenter sa candidature afin de consolider son poids politique en Andalousie et éviter toute défaite interne l'obligeant à quitter ses fonctions exécutives,,. Les « barons du parti » et Díaz particulièrement, qui voient en Sánchez un candidat facile à contrôler, font alors campagne en faveur du député madrilène, face à Madina, soutenu par Elena Valenciano et Rubalcaba, et au représentant du courant Gauche socialiste José Antonio Pérez Tapias. Sánchez engrange alors de nombreux soutiens et obtient l'appui de l'appareil de la quasi-totalité des fédérations. Le 18 juin, Gómez de Celis et Pepe Horse assistent à la présentation de la plateforme de soutien à Sánchez dans la province de Séville qui rassemble 95 % des militants de la province,.
Le 27 juin, la commission fédérale des garanties proclame les candidatures de Sánchez, Madina et Pérez Tapias. Sur ses 41 000 parrainages, Sánchez en compte 5 000 dans la fédération sévillane,.

#### Victoire et exclusion de Celis

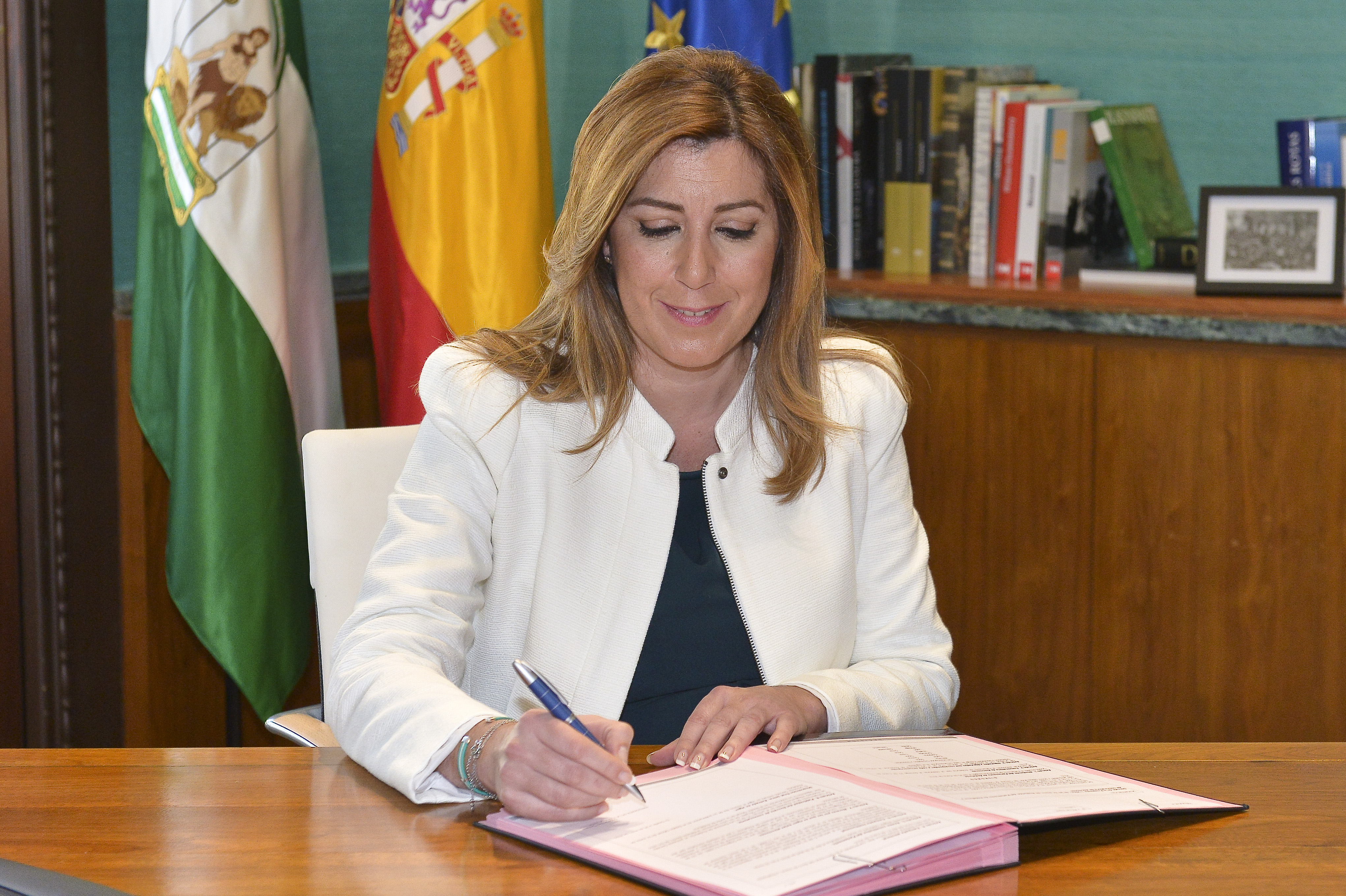
La signature du décret de dissolution du Parlement d'Andalousie par Susana Díaz met fin au mandat parlementaire de Celis.

Le 13 juillet, Sánchez remporte les primaires avec un score de 48,67 %, soit 12 points d'avance sur Madina. Le nouveau secrétaire général réalise son meilleur score en Andalousie où il récolte 61,20 % des exprimés,,
. Sa victoire est confirmée par acclamation des 1 036 délégués lors du congrès extraordinaire réuni à Madrid le 26 juillet et les noms des futurs membres de la commission exécutive fédérale (CEF) du parti commencent à être dévoilés.
Si de nombreux barons territoriaux intègrent la direction, Susana Díaz obtient l'intégration de huit Andalous sur les 38 postes que compte la nouvelle direction afin d'encadrer le secrétaire général, dont la présidence du parti qui revient à Micaela Navarro. Díaz intègre également la commission exécutive comme membre de droit en raison de sa désignation comme présidente du conseil de la politique fédérale,. Pedro Sánchez souhaite alors intégrer Celis parmi sa commission exécutive mais rencontre l'opposition frontale de la présidente de la Junte d'Andalousie. Le nouveau secrétaire général accepte mais exige de Díaz que celle-ci maintienne Celis à un poste de haut-fonctionnaire de la Junte, soit comme député soit dans l'administration,. Celis est reconduit comme membre du comité fédéral du parti, parlement et principal organe de décision entre les congrès du PSOE.
Alors que les relations entre Díaz et Sánchez se dégradent rapidement en raison des décisions prises par le nouveau secrétaire général et de l'approche des primaires visant à choisir le candidat socialiste à la présidence du gouvernement pour les prochaines élections générales, pour lesquelles Díaz envisage une candidature, la présidente de la Junte d'Andalousie annonce la rupture de la coalition de gouvernement avec Izquierda Unida le 26 janvier 2015, destitue les conseillers de cette formation et dissout le Parlement d'Andalousie, conduisant à la tenue de nouvelles élections,,. Díaz conduit la liste dans la circonscription de Séville mais exclut plusieurs critiques dont Celis,. En vertu du pacte scellé avec Sánchez et pour évincer Celis, María Jesús Serrano, conseillère à l'Équipement et au Logement par intérim du gouvernement Díaz I, nomme celui-ci directeur-gérant de l'Agence publique des ports d'Andalousie (APPA) le 12 février, prenant ses fonctions le 9 mars suivant,.

### Soutien dans l'ombre

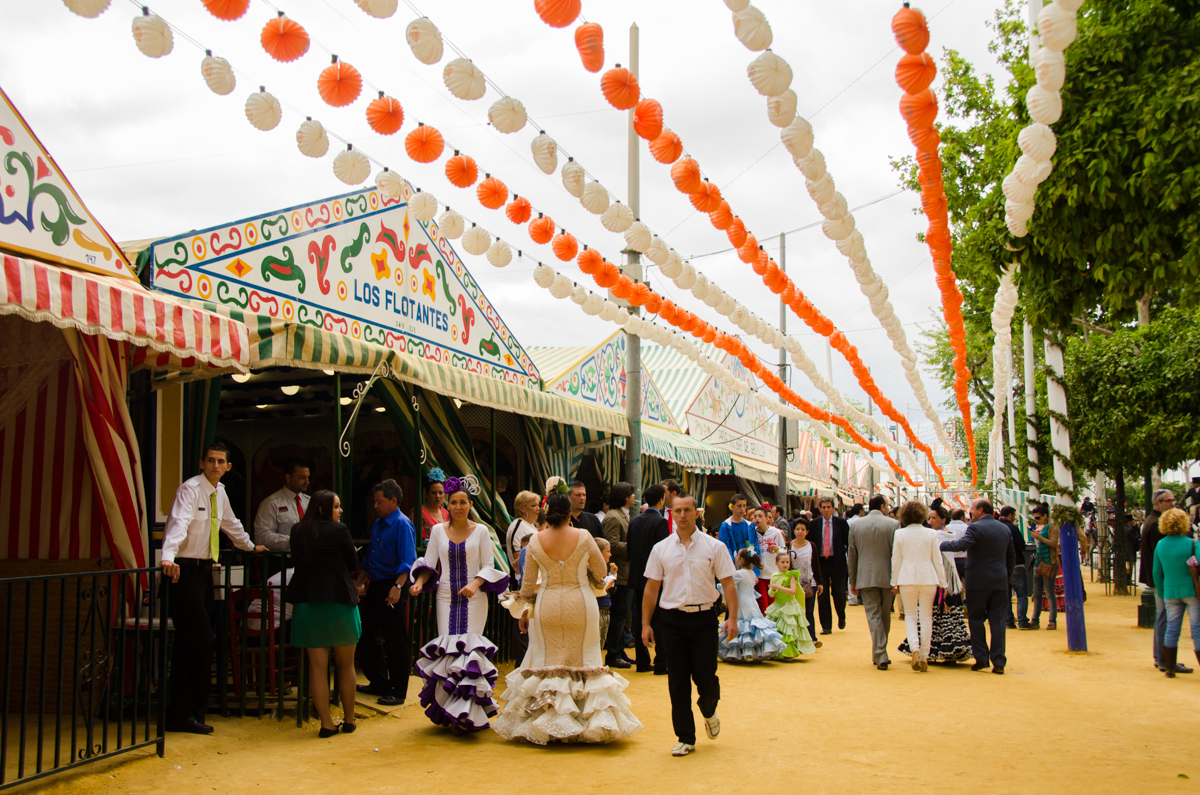
Celis conduit Sánchez à la caseta SER où il rencontre furtivement la présidente de la Junte.

Dans la nuit du 24 novembre 2015, lors de la précampagne des élections générales, Sánchez se réunit secrètement avec Celis dans un hôtel de Séville ; le même où quelques heures plus tôt Susana Díaz avait arangué ses soutiens avant la visite de Sánchez prévue le lendemain. La présidente de la Junte est informée de la réunion par un dirigeant socialiste se trouvant dans l'hôtel, ce qui accentue encore davantage les tensions entre Pedro Sánchez et Susana Díaz. Le 13 avril 2016, alors qu'il avait ordonné à tous les députés socialistes d'assister à la session plénière du Congrès, Sánchez se rend à la feria d'avril de Séville où il arrive seul, uniquement accompagné de Celis qui lui ouvre le chemin. Cet unique soutien en territoire andalou contraste avec le cortège de conseillers municipaux, députés andalous et délégués de la Junte qui entoure Díaz, se trouvant sur la même rue. Celis fait alors en sorte que les deux dirigeants se croisent et se saluent, mais ceux-ci repartent chacun de leur côté,.
Après la répétition électorale de 2016, Sánchez propose de convoquer le 39e congrès fédéral, afin d'être confirmer à son poste de secrétaire général et étouffer la volonté de Díaz, Madina et plusieurs dirigeants territoriaux de faire s'abstenir le groupe parlementaire pour que Mariano Rajoy se maintienne au pouvoir,. La démission de la moitié des membres de la CEF puis le rejet par le comité fédéral de la proposition de Sánchez conduisent celui-ci à démissionner de ses fonctions le 1er octobre 2016, ouvrant la voie à la nomination d'une direction provisoire occupée par le président des Asturies Javier Fernández et dont le principal responsable est l'Andalou Mario Jiménez, porte-parole des députés socialistes au Parlement d'Andalousie,,. La direction provisoire ouvre alors le débat relatif au maintien du non à Rajoy ou le passage à une abstention ; la position devant être définie lors du Comité fédéral du 23 octobre. À cette occasion, l'ensemble des 15 sévillans membres du comité fédéral se montre favorable à l'absention, à l'exception d'Alfonso Rodríguez Gómez de Celis qui est le seul à prendre la parole face à Díaz et à s'opposer à cette possibilité,.

### 39econgrèsfédéral de 2017

#### Période de réflexion

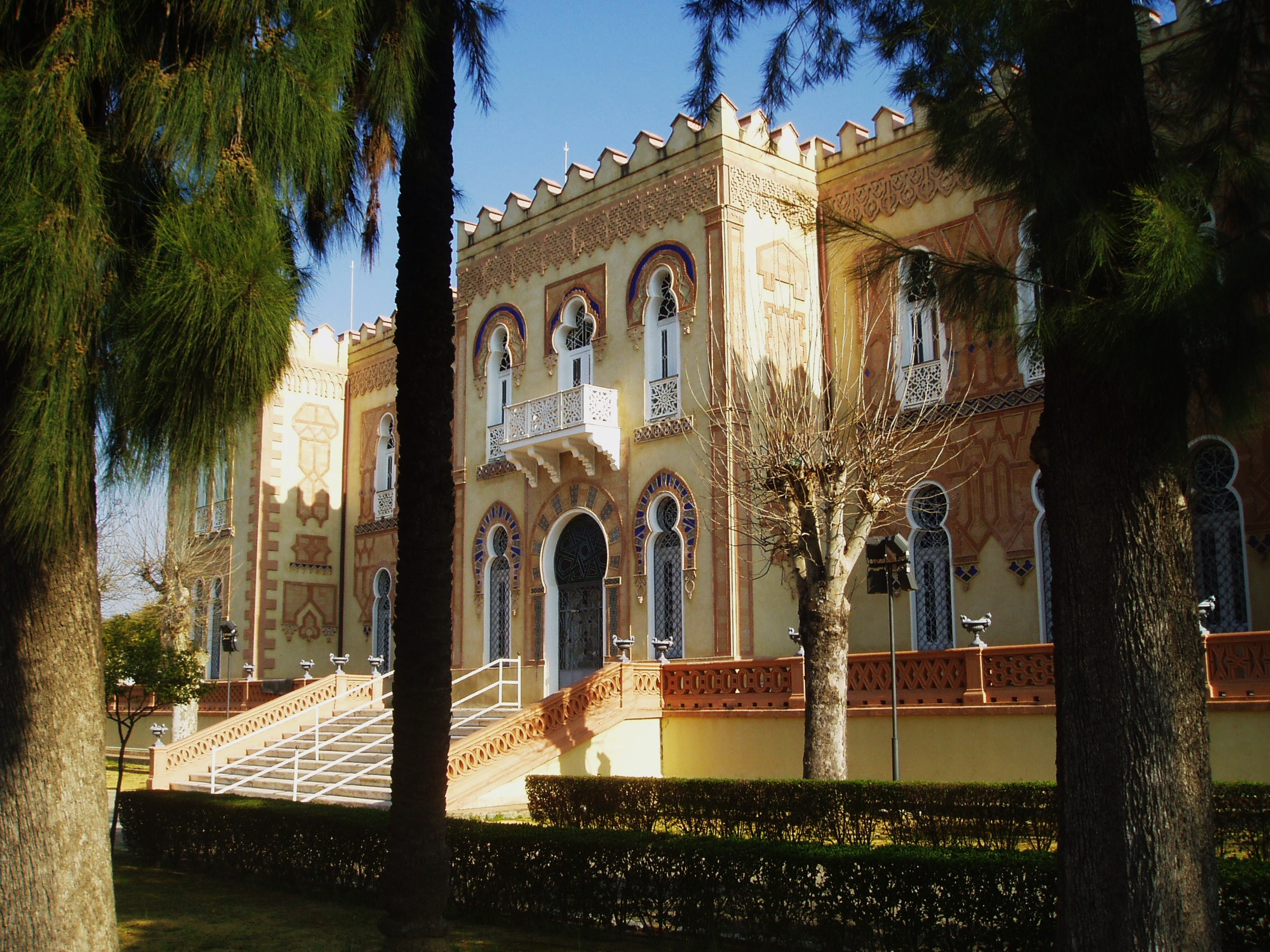
La ville de Dos Hermanas est le point de départ de la résurrection de Pedro Sánchez.

Lorsque Pedro Sánchez se retire temporairement de la vie politique, la confiance de Celis envers lui s'estompe et le Sévillan ne participe pas à la réunion convoquée à Séville le 15 décembre 2016 par les députés Odón Elorza, Luz Martínez Seijo, Rocío de Frutos et Sofía Hernanz,. Celis avait en effet conseillé à Sánchez de ne pas démissionner de son mandat de député ; chose que le Madrilène avait officialisé le 29 octobre précédent. Le secrétaire général déchu annonce cependant le 18 janvier vouloir parcourir à nouveau les sections socialistes de toute l'Espagne avant de décider s'il présente sa candidature aux primaires du mois de mai, préludes à la tenue du 39e congrès fédéral,. Alors que les candidatures de Patxi López et Susana Díaz se dessinent, Sánchez annonce le 23 janvier tenir un premier meeting à Dos Hermanas, invité par Toscano. Devant plus de 1 000 personnes, Toscano déclare que « toutes les personnes respectables et honnêtes vont te suivre », demandant expressément à Sánchez de formaliser sa candidature, qui réplique en indiquant « j'ai plus d'expérience et d'envie que jamais. Ce sera un honneur de mener votre projet ». Conscient qu'il a besoin d'un représentant implanté en Andalousie, Sánchez demande à Celis de rejoindre son équipe. Le Sévillan lui demande alors un délai de réflexion afin de déterminer si l'occasion en vaut la peine.
Persuadé qu'il va cette fois l'emporter et souhaitant rester loyal à celle qui l'a nommé, Celis achève sa réflexion le 1er mars 2017 et accepte la proposition de Sánchez après en avoir informé le conseiller à l'Équipement du gouvernement Díaz II Felipe López García, qui lui accorde son autorisation. Sánchez lui annonce peu après qu'il sera coordonnateur de la stratégie et de la communication, souligne publiquement l'amitié entre eux deux. Hernanz qualifie l'incorporation de Celis de « fantastique nouvelle »,. Cette nomination ne remet pas en cause le pacte conclu entre Díaz et Sánchez au sujet de Celis trois ans plus tôt ; la secrétaire générale du PSOE-A qualifiant son éternel rival de « moustique ». Lorsqu'il est interrogé sur la cohérence de faire campagne pour Sánchez tout en restant membre de l'administration andalouse, Celis rétorque que son soutien à Sánchez était déjà connu lorsqu'il a été nommé à l'Agence des ports d'Andalousie.

#### Dans la course

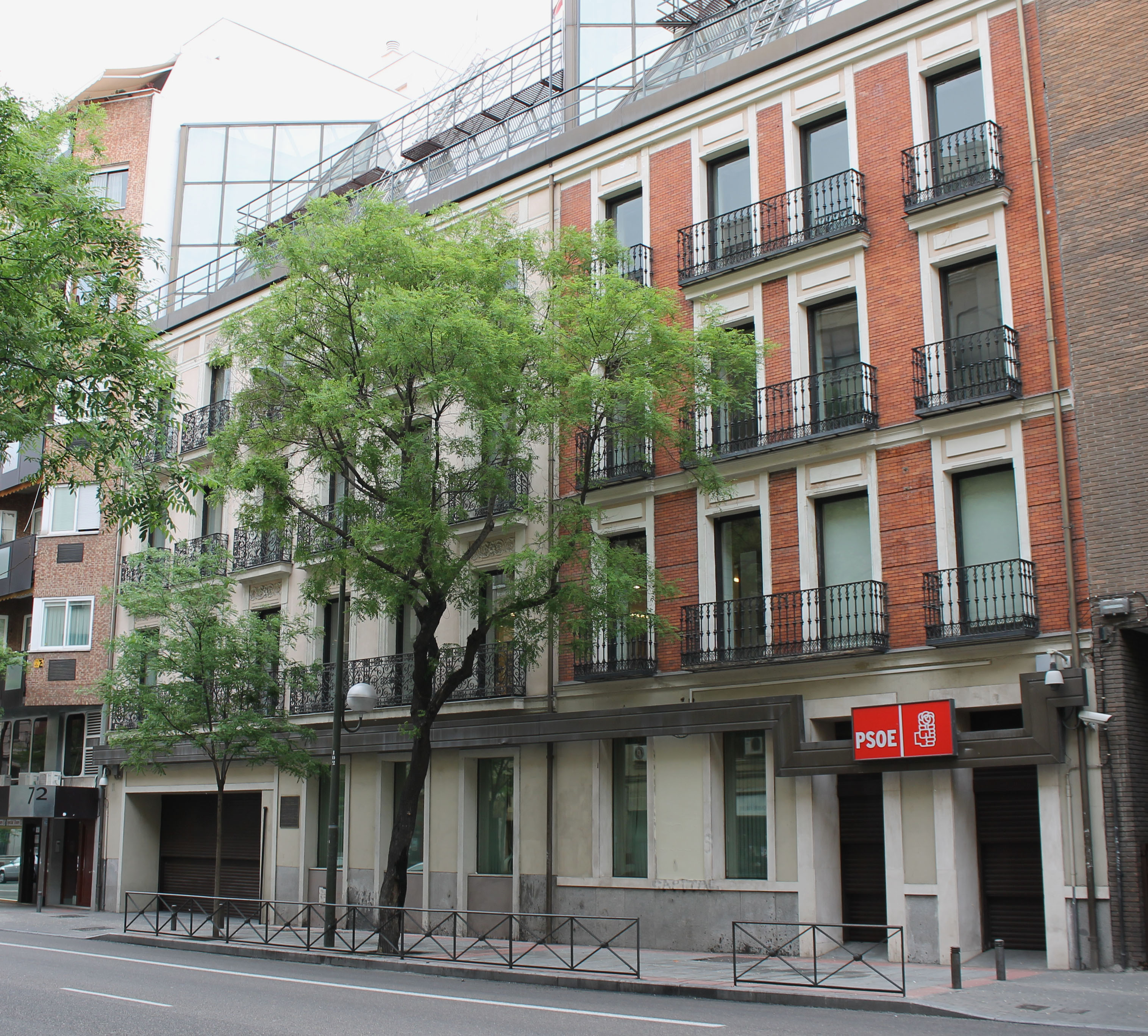
Pedro Sánchez obtient le soutien de Celis dans sa reconquête du secrétariat général.

Dans l'optique de la nouvelle visite de Sánchez en Andalousie le 11 mars, Gómez de Celis programme des réunions avec des représentants de l'ensemble des sections socialistes de Séville-capitale afin de leur expliquer le contenu du programme de Sánchez et la manière dont le candidat souhaite construire une nouvelle étape au sein du parti. La candidature de Díaz n'étant pas encore officielle, la manœuvre vise à agiter les équipes de la présidente de la Junte et lui signifier que des voix s'élèvent déjà en faveur de Sánchez dans la fédération qu'elle contrôle pourtant. Ces contacts portent leurs fruits dans la mesure où Celis engrange des soutiens dans les 11 sections de Séville-capitale, même celle de Triana-Los Remedios où milite Susana Díaz. Celis convie ensuite près de 50 militants au siège de la section de Nervión-San Pablo, dont il fut secrétaire général, parmi lesquels se trouvent des membres de la direction de six des 11 sections ; ce mouvement s'ajoutant aux groupes de soutien représentés nationalement par l'ancienne conseillère municipale de Séville Nieves Hernández. Cet apparent soutien n'est pas négligeable puisque les militants de Séville-capitale représentent un quart des militants de la province de Séville, la plus grande d'Espagne avec près de 10 000 militants. Celis se sert alors de sa propre expérience personnelle pour faciliter le ralliement à Sánchez dans la mesure où si lui risque son futur professionnel en cas de défaite, les simples militants opposés à Díaz n'ont rien à perdre à soutenir Sánchez. Lors de l'unique débat entre les candidats, il est chargé de préparer les interventions de Pedro Sánchez.
Parallèlement, Celis indique que s'il était à la place de Díaz, il ne se présenterait pas aux primaires car celle-ci se trouve « à la moitié de sa consolidation politique [en Andalousie] », ajoutant que son départ « créerait un débat sur sa succession, chose qui n'est pas bonne pour le PSOE d'Andalousie et pour le PSOE en général ». Tout en réaffirmant sa « totale » loyauté à la présidente de la Junte, Celis annonce qu'il y « aura deux listes opposées lors du congrès régional du PSOE andalou : une menée par le successeur choisi par Díaz en personne et que l'appareil du parti soutient, et une autre qui sortira de l'entourage de Sánchez, défendant les mêmes principes que Sánchez aux primaires pour revenir à Ferraz : le 'non c'est non' à Rajoy et le 'oui c'est oui' au fait que le PSOE redevienne de gauche, qui ne soutienne en aucun cas des mesures de droite et qui donne la parole aux militants ». Cette annonce n'est pas suivie de la désignation d'un candidat particulier afin d'éviter que la direction du PSOE-A « ne mette toute sa machinerie à fonctionner contre le candidat alternatif » ; Celis ne se présentant pas comme candidat,,. Le Sévillan reçoit les critiques de Díaz le 22 mars après avoir participé à la matinale de Carlos Herrera sur Cadena COPE en sa qualité de responsable de la communication de Sánchez ; la présidente de la Junte énonçant « je ne crois pas que [Celis] ait parlé du parti car il était en train de travailler à l'Agence des ports, dont il est président, travaillant comme moi sur des sujets de gouvernement ».
À Séville-capitale, le reste de la campagne se déroule entre accusations croisées des partisans de Sánchez qui dénoncent que la direction provisoire agisse au bénéfice de Díaz et empêche ceux-ci de se réunir dans les sièges du parti, et des partisans de Díaz qui dénoncent qu'il leur est impossible de se réunir rapidement au siège de la section de Nervión où milite Celis. De son côté, Gómez de Celis considère que la présidente de la Junte est responsable du maintien de Rajoy au pouvoir mais que la victoire de Sánchez aux primaires permettra de « renforcer le leadership de Díaz à la Junte d'Andalousie ».

#### Membre de la commission exécutive

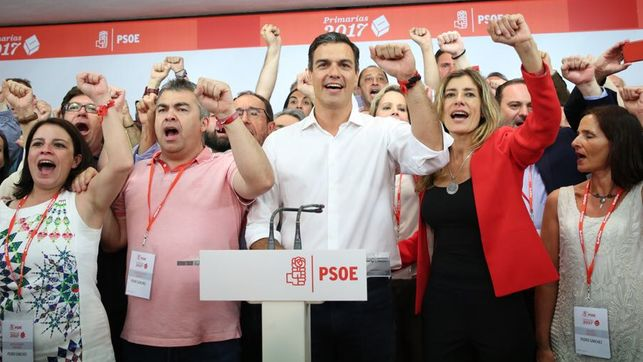
La victoire de Pedro Sánchez marque la première grande victoire interne de Celis (à l'arrière-plan) sur Díaz.

Le 4 mai, jour de clôture de la phase des parrainages, Sánchez présente seulement 6 000 soutiens de moins que Díaz, alors qu'elle bénéficie de l'appui de nombreux secrétaire généraux régionaux et provinciaux,. Cette situation fait dire à Celis que Sánchez se trouve être le « vainqueur moral » et, face aux accusations d'un nombre artificiellement gonflé de parrainages, il déclare que « la candidature de Sánchez ne sera pas celle qui aura le plus de parrainages invalidés »,.
Le 21 mai au soir, Pedro Sánchez remporte les primaires après avoir obtenu 74 805 voix et 50,26 % des suffrages exprimés, contre les 59 392 voix et le score de 39,9 % de Susana Díaz ; remportant la victoire dans toutes les fédérations à l'exception du Pays basque et de l'Andalousie où Díaz gagne avec 63,16 %,,. Dans son fief de la province de Séville, Díaz rassemble le plus de voix avec un score 68 % mais Sánchez parvient tout de même à remporter plus d'une voix sur quatre, gagnant à Dos Hermanas et dans les sections de Nervión, Miraflores et Bellavista de Séville-capitale. Dans la section de Triana, où milite Díaz, le candidat soutenu par Celis remporte également 47 voix,,. Devant ces bons résultats en Andalousie, Celis déclare que « du secteur critique du PSOE andalou, on ne connaissait seulement que la pointe de l'iceberg mais l'iceberg était déjà là ». Lors du congrès du PSOE de Séville immédiatement postérieur aux primaires et devant élire la liste des 56 délégués que la province envoie à Madrid pour la tenue du congrès fédéral ratifiant la victoire de Sánchez, les partisans de Sánchez obtiennent l'intégration de 15 des leurs au sein d'une unique liste négociée avec les soutiens de Díaz. Celle-ci est conduite par Díaz, le président de la députation, et la secrétaire générale provinciale mais intègre notamment Celis, Nieves Hernández et le secrétaire général de la section de Dos Hermanas.
Afin de gommer sa défaite, la secrétaire générale du PSOE-A et présidente de la Junte convoque immédiatement après les primaires un congrès régional. Si Celis se montre défavorable à un congrès très rapproché, il apporte son soutien et celui de Sánchez à Díaz ; les partisans de Sánchez préférant affronter ceux de Díaz à l'échelon provincial,,.
Fort de sa victoire, Sánchez entend composer la nouvelle commission exécutive fédérale (CEF) comme il l'entend afin d'éviter la reproduction des événements ayant conduit à sa chute et ne demande donc pas l'avis des barons territoriaux ; Celis explicitant que « la dame [Díaz] ne pourra plus jamais dire qu'elle t'a elle-même mis à ce poste »,,. Le 15 juin, Sánchez annonce confier à Celis le soin de coordonner l'ensemble des commissions du 39e congrès alors que Manuel Escudero réalise la même opération avec les groupes de travail. Promis d'avoir un poste à Madrid, Sánchez le propose comme secrétaire aux Relations institutionnelles et aux Administrations publiques et membre de la commission permanente de la CEF, bien que son nom ait également été cité comme secrétaire à l'Organisation, un poste qui revient à José Luis Ábalos,,,,. Prenant la suite de Susana Sumelzo, Celis annonce le lendemain de sa nomination qu'il quitte de lui-même son poste de directeur de l'Agence des ports de l'Andalousie, remerciant « profondément » le gouvernement andalou et le conseiller Felipe López pour la confiance déposée en lui,. À ce poste, l'une de ses premières mesures est d'annoncer la création d'un conseil de la politique institutionnelle pour Ceuta et Melilla dans le but d'étudier les problèmes structurels de ces deux villes autonomes,. Il annonce enfin que la nouvelle direction du PSOE exercera une « opposition dure » au Parti populaire (PP) et que l'exécutif « fait très bien » d'avoir peur de la victoire de Sánchez qui « ne sera absolument pas complaisant à l'égard de ce gouvernement ». Seul poste qu'il occupe, Celis perçoit alors un salaire de 3 923 euros nets par mois.

### Délégué du gouvernement en Andalousie

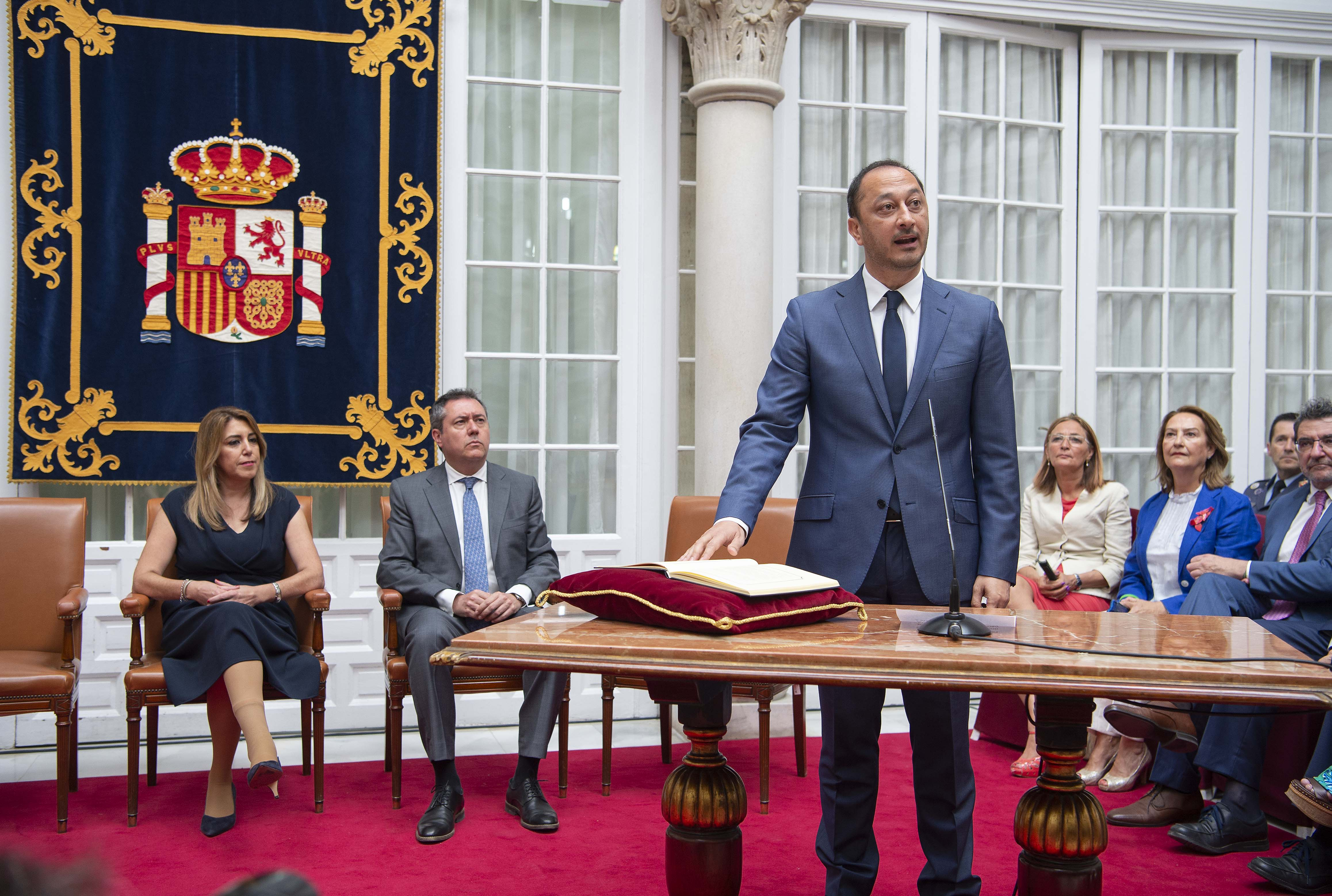
Nommé délégué du gouvernement, Celis est assermenté devant la présidente de la Junte d'Andalousie, le maire de Séville et le délégué sortant.

Le 24 mai 2018, le Parti populaire du président du gouvernement Mariano Rajoy est condamné comme bénéficiaire à titre lucratif dans le cadre de l'affaire Gürtel. Afin d'étudier la réaction socialiste, Sánchez se réunit avec la vice-secrétaire générale Adriana Lastra, la porte-parole parlementaire Margarita Robles, son directeur de cabinet Juanma Serrano, son conseiller stratégique Iván Redondo et Celis en sa qualité de secrétaire aux Relations institutionnelles. Le secrétaire général décide alors de déposer une motion de censure. Lors du vote du 1er juin, la motion est adoptée par une majorité absolue de 180 voix, conduisant Sánchez à la présidence du gouvernement.
Après que le nom de Celis a été écarté comme potentiel ministrable, Sánchez annonce le 14 juin qu'il le nomme délégué du gouvernement en Andalousie,,. Ce choix personnel du nouveau président du gouvernement rompt la coutume non écrite selon laquelle le président de la Junte d'Andalousie choisissait le délégué du gouvernement en Andalousie nommé par le président du gouvernement d'Espagne lorsque le PSOE gouvernait ces deux institutions à la fois. La nomination est actée lors du deuxième conseil des ministres du gouvernement Sánchez I le lendemain. Interrogée sur ce fait, Susana Díaz indique « je connais sa valeur, c'est pour cela que je l'ai nommé [à l'Agence portuaire]. Cela me paraît très bien ». Celis se montre alors convaincu que les relations entre la place d'Espagne et le palais de San Telmo seront « magnifiques » et souligne que « dans certains cas, on exagère et met trop en avant » certains désaccords,.

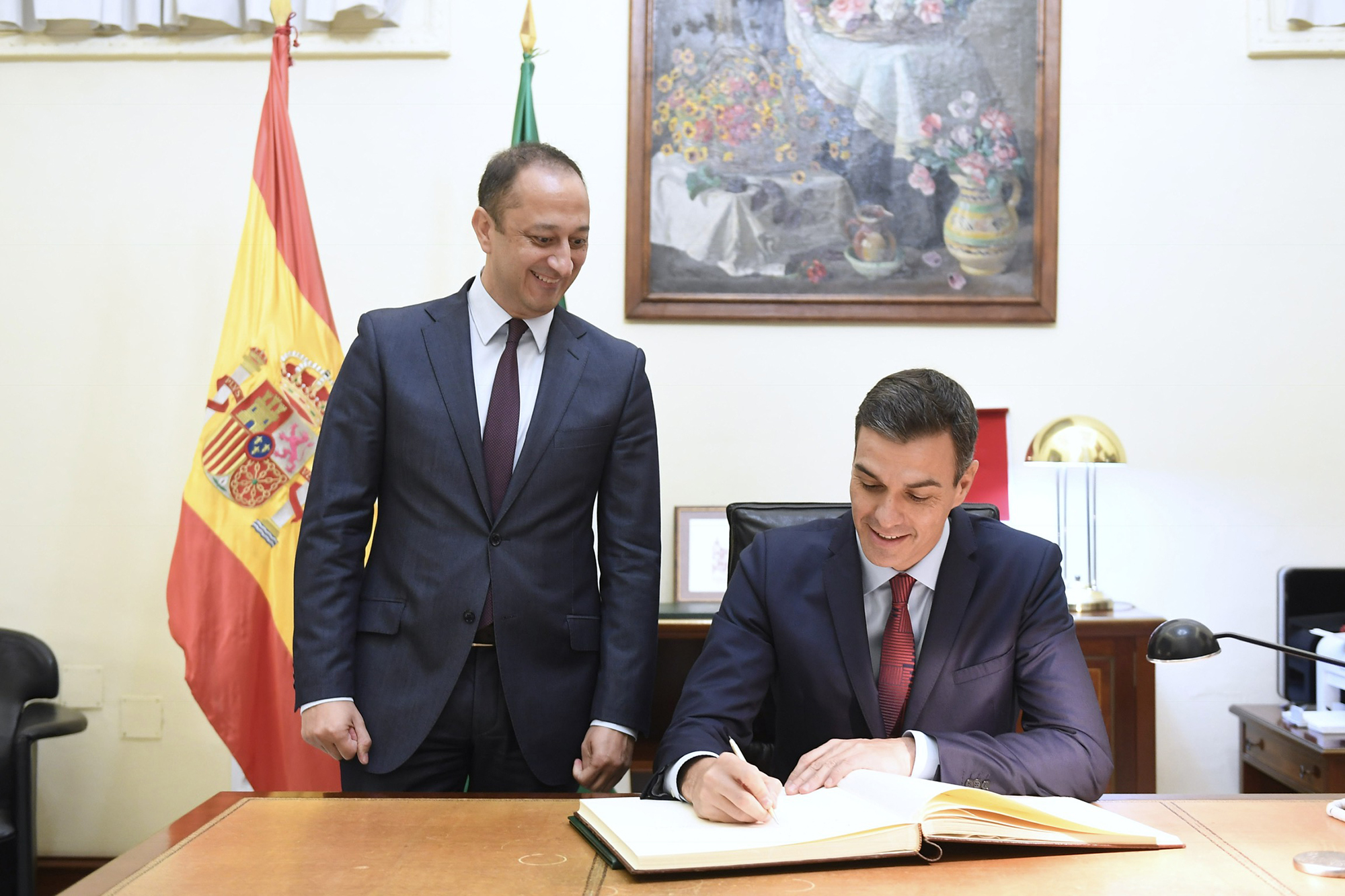
Celis accueille Pedro Sánchez au siège de la délégation du gouvernement en octobre 2018.

Le 21 juin assistent à son assementation Susana Díaz, le vice-président de la Junte, Manuel Jiménez Barrios, la conseillère à la Justice et à l'Intérieur, Rosa Aguilar, le maire de Séville, Juan Espadas, les présidents de la députation de Séville et de Huelva, Fernando Rodríguez Villalobos et Ignacio Caraballo, et le délégué sortant Antonio Sanz,. Tradition jusqu'ici toujours respectée, le gouvernement choisit cette fois de n'envoyer aucun de ses membres pour assister à l'assermentation des nouveaux délégués du gouvernement afin que cette présence ne soit pas assimilée à une prise de pouvoir des partisans de Sánchez contre les dirigeants locaux. Dans son discours, Celis énonce qu'il « faut aligner la meilleure équipe, et cette équipe, maintenant, est le tandem que nous allons construire en partageant des objectifs, gouvernement national et gouvernement andalou, avec Pedro à la Moncloa et Susana à San Telmo », paraphrasant Pedro Sánchez lors de la campagne des élections générales de 2015. La présidente de la Junte reconnaît que « Alfonso est un travailleur infatigable, une personne qui va se donner avec passion et effort, et surtout avec beaucoup de loyauté envers l'Andalousie, qui est une garantie de l'unité de l'Espagne et de l'égalité des citoyens »,,.
Bien qu'il dise se montrer loyal avec l'administration de la Junte d'Andalousie et sa présidente, Celis nomme huit soutiens de Sánchez aux postes de sous-délégué du gouvernement dans chaque province ; construisant une sorte d'administration parallèle à celle de la Junte. À Séville, il choisit Carlos Toscano, le frère du maire de Dos Hermanas,,,.
Après la première alternance dans la communauté autonome avec l'arrivée au pouvoir du conservateur Juan Manuel Moreno à la présidence de la Junte, Celis se réunit avec celui-ci en février 2019 et lui montre la « préoccupation » du gouvernement central en matière d'égalité et de lutte contre la violence de genre en raison de l'accord entre le PP, Ciudadanos et Vox ; ce dernier étant considéré à l'extrême-droite du spectre politique. Le nouveau président de la Junte lui répond que « toutes les lois » en matière d'égalité et de violence de genre ne seront pas abrogées. Le délégué du gouvernement entend alors que le gouvernement « restera profondément vigilant sur ces points ».

## Député au Congrès des députés

### Investiture chaotique

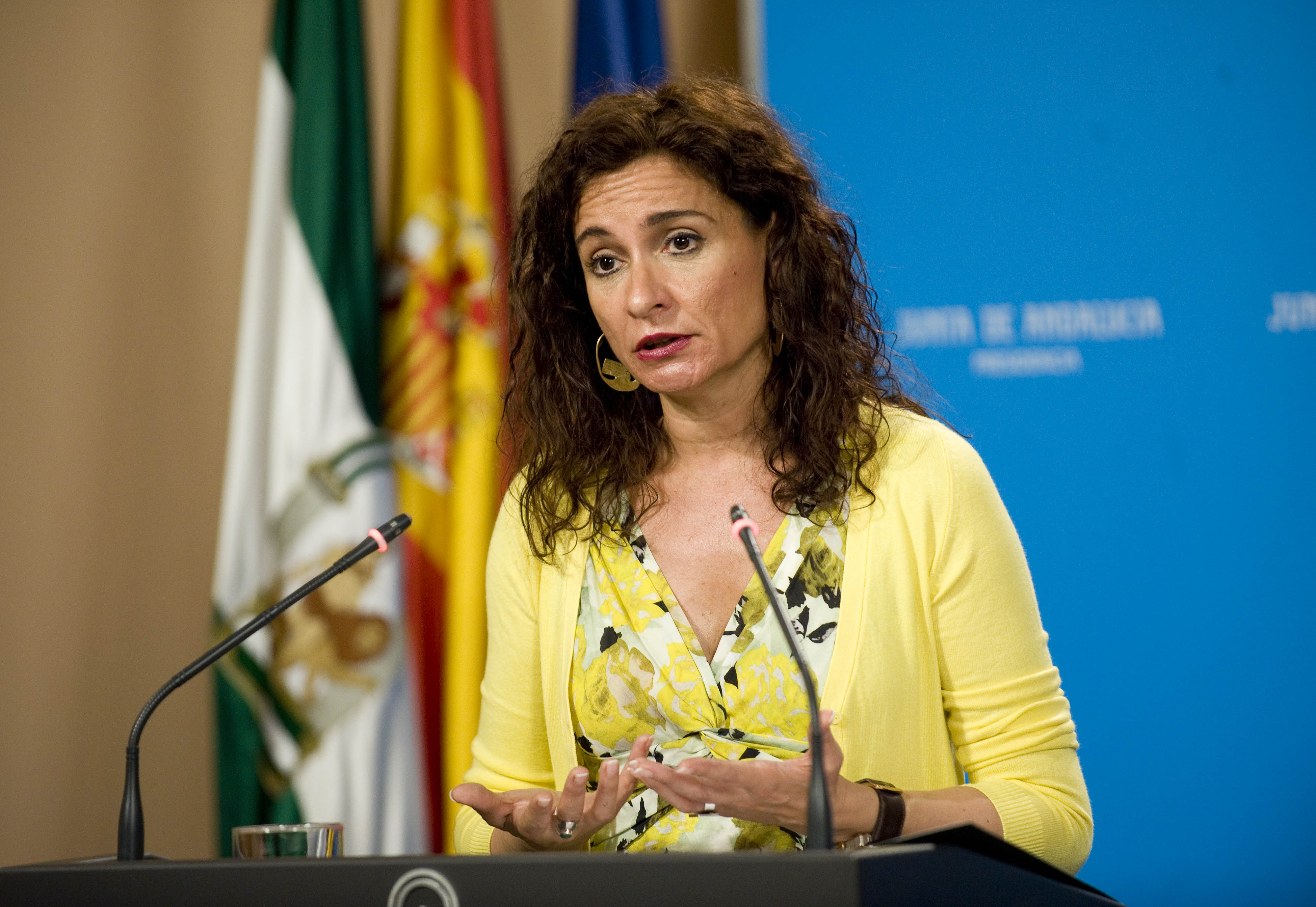
La ministre des Finances María Jesús Montero conduit la liste dans la circonscription de Séville, sur laquelle figure Celis.

À la suite du rejet du projet de loi de finances pour 2019 par le Congrès des députés, Pedro Sánchez annonce le 15 février 2019 la dissolution des Cortes Generales et la tenue d'élections législatives anticipées pour le 28 avril suivant,. Dans l'optique de la confection des listes présentées par le parti, Sánchez donne la consigne de confier en priorité les têtes de liste à ses ministres et aux membres de la commission exécutive fédérale (CEF) afin de lui garantir un groupe parlementaire loyal et fidèle en cas de mauvais résultat électoral,,. Sánchez souhaite ainsi que la ministre des Finances María Jesús Montero et le délégué du gouvernement Alfonso Gómez de Celis, tous deux Sévillans, soient inclus en position éligible sur la liste de la circonscription de Séville et entend ne pas se laisser imposer des listes composées par les directions provinciales du PSOE-A,.
Première à effectuer une proposition de candidats, la section de Dos Hermanas postule dans cet ordre Francisco Salazar, Eva Patricia Bueno, María Jesús Montero et Alfonso Gómez de Celis. Alors que les partisans de Sánchez se dispersent dans les provinces andalouses, Celis ne peut cette fois pas compter sur le soutien de Quico Toscano qui appuie Paco Salazar, aussi membre de la CEF. Ferraz et Juan María Cornejo, secrétaire à l'Organisation du PSOE-A, entament alors des négociations afin d'établir des listes de consensus dans les huit circonscriptions andalouses. À Séville, les négociations sont cependant bloquées car, sur les quatre premières places éligibles, le PSOE-A propose une répartition de deux soutiens de Díaz et deux soutiens de Sánchez alors que Ferraz demande trois des quatre places pour Sánchez. Antonio Gutiérrez Limones, député sortant, fait appel à « l'unité et à la responsabilité car un parti divisé ne gagne pas les élections », ajoutant que « personne ne va comprendre que Montero et Celis ne fassent pas partie de toutes les listes qui sortent des sections sévillanes puisque les deux sont les responsables de formuler le projet socialiste et de le gérer au plus haut niveau ».
Après les propositions formulées par les sections locales, la direction du PSOE de Séville propose les noms d'Ángeles Sepúlveda, ancienne directrice générale à la Violence de genre de la Junte, Esther Gil, ancienne conseiller municipale de Séville, Carmen Cuello, députée sortante, et Antonio Pradas, aussi sortant, mais exclut expressément ceux de la ministre des Finances et du délégué du gouvernement. Le 6 mars, les assemblées locales du parti placent Antonio Pradas en première position. Inclus dans la liste de noms soumis au vote par des militants, la ministre des Finances n'arrive qu'en dixième position, devant Celis en onzième position, mais gagne le vote des militants à Séville-capitale. Après avoir accepté que Montero occupe la tête de liste, la direction provinciale menée par Verónica Pérez envoie pour ratification au Comité fédéral une liste dont le numéro deux est Antonio Pradas, suivi de Carmen Cuello et Alfonso Gómez de Celis. La direction de Ferraz rejette cette proposition dans la mesure où elle ne souhaite pas que Pradas, membre démissionnaire de la CEF en 2016 et personne ayant apporté les parrainages de Díaz lors du 39e congrès au siège fédéral, fasse partie de la candidature et entend mettre en œuvre son pouvoir de modification des listes,. La direction du PSOE-A prend alors Sánchez à contrepied en énonçant que « ce sont les militants qui décident, conformément aux statuts approuvés lors du 39e congrès fédéral », un argument visant à souligner que Pradas est arrivé en tête du vote des militants et que les partisans de Sánchez sont arrivés loin derrière. Le 17 mars, le comité fédéral valide les modifications de la liste introduites par la commission des listes. Si María Jesús Montero reste tête de liste et Alfonso Gómez de Celis est remonté à la deuxième position, Beatriz Carrillo et Paco Salazar sont inclus à la troisième et quatrième position ; Pradas étant retiré de toute liste,,,.
Parallèlement, le conseil des ministres du 15 mars approuve le remplacement de Celis par Lucrecio Fernández au poste de délégué du gouvernement en Andalousie en raison de l'incompatibilité entre ces fonctions et une candidature au Congrès,,. Cette nomination crée de nouvelles tensions au sein du PSOE de Séville et Celis reçoit les critiques de Quico Toscano dans la mesure où la tradition du PSOE-A en pareille situation était de nommer le sous-délégué du gouvernement dans la province de Séville au poste de délégué du gouvernement, ce qui revenait en l'espèce à laisser le poste à Carlos Toscano, frère du maire de Dos Hermanas. Le choix de Lucrecio Fernández, un profil technique proche de Celis qui l'avait nommé secrétaire général de la délégation, aurait cependant été dicté par la présidence du gouvernement afin de pouvoir nommer plus tard une personne ayant un profil plus politique dans l'hypothèse d'un maintien au pouvoir du PSOE.

### Deuxième vice-président

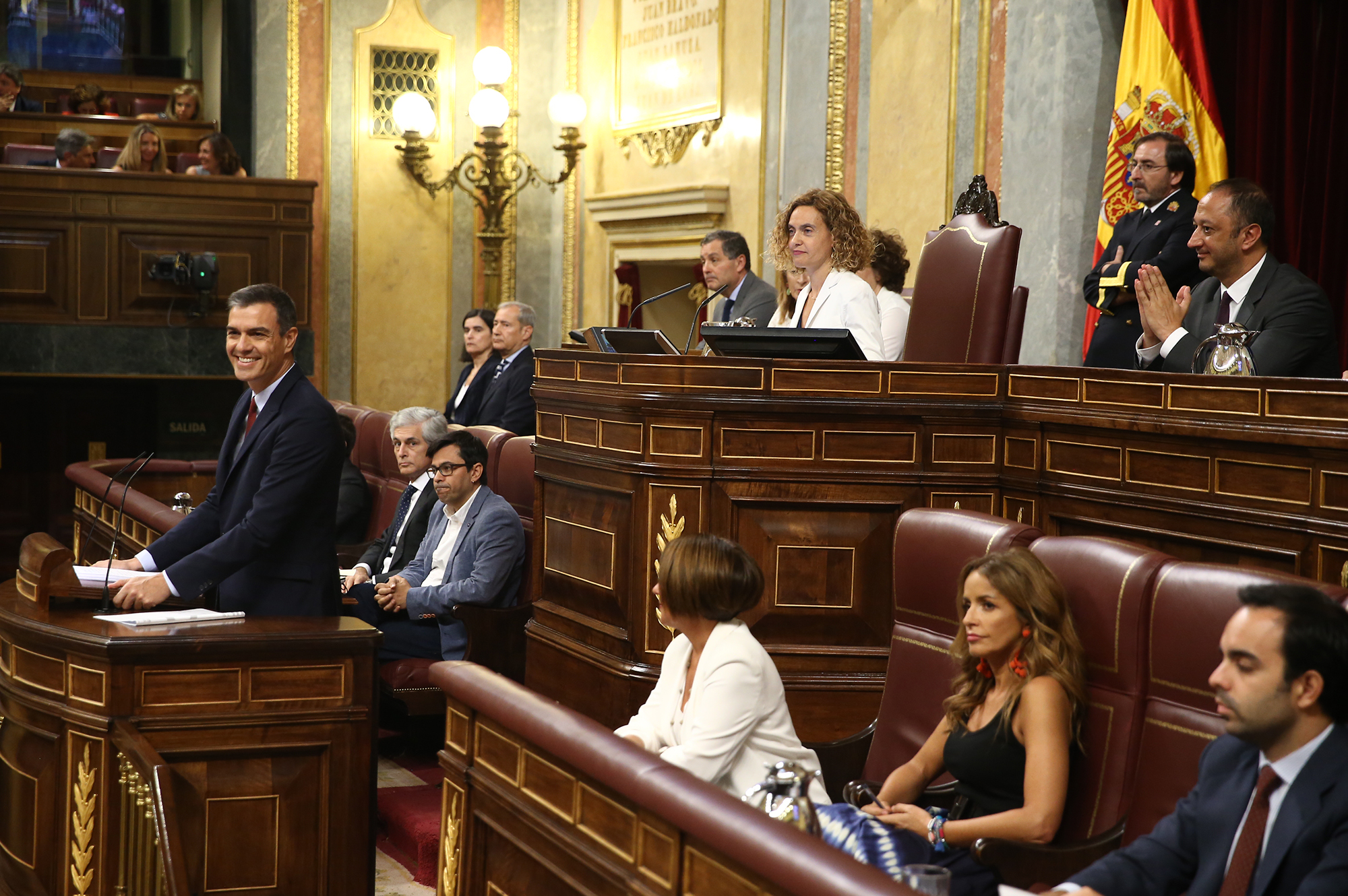
En tant que deuxième vice-président du Congrès des députés, Celis siège à la tribune, à la gauche de la présidente du Congrès.

Le 28 avril, jour des élections, le PSOE arrive largement en tête dans la province de Séville, obtenant 416 543 voix et réalisant un score de 37,11 %. Ce résultat permet aux socialistes de remporter cinq des 12 mandats en jeu dans la circonscription et Celis se trouve logiquement élu au Congrès des députés. Lors de la première réunion interne du PSOE-A chargé d'analyser les résultats, Celis indique que « il n'y a aucun scénario organique prévu et je crois que nous sommes tous là où nous devons être », fermant ainsi la porte à une succession forcée de Susana Díaz du secrétariat général du PSOE-A.
Le 17 mai, Adriana Lastra et Irene Montero, respectivement porte-parole du groupe socialiste et du groupe Unidas Podemos, annoncent être parvenues à un accord leur donnant la majorité pour l'élection des membres du bureau du Congrès des députés. Si Unidas Podemos apporte son soutien pour l'élection d'un candidat socialiste à la présidence de la chambre basse, les socialistes apportent leurs voix aux candidats qu'UP désignera pour occuper les fonctions de premier vice-président et premier secrétaire de l'institution ; les socialistes obtenant la deuxième vice-présidence et le deuxième secrétariat,. Le même jour, lors de la réunion de la commission exécutive fédérale, Pedro Sánchez propose les noms de Manuel Cruz et Meritxell Batet pour occuper les présidences du Sénat et du Congrès et propose ceux d'Alfonso Rodríguez Gómez de Celis et Sofía Hernanz, respectivement candidats à la vice-présidence et au secrétariat,,.
Le 21 mai, jour de la constitution des Cortes, Celis obtient 82 voix, derrière les 112 voix de Gloria Elizo mais devant les 70 d'Ana Pastor et les 58 d'Ignacio Prendes, ce qui lui permet d'être proclamé deuxième vice-président du Congrès des députés, où il succède à Micaela Navarro,. Le 23 juillet, il est également élu premier vice-président de la députation permanente après avoir obtenu les voix de 33 des 69 membres de cet organe,. Membre de la commission de l'Intérieur, il est également deuxième vice-président de la commission du Règlement,.
Le 19 septembre, soit cinq jours avant l'expiration du délai légal conduisant à la dissolution automatique des Cortes en cas d'échec pour investir un candidat à la tête de l'exécutif national et en allusion au blocage des négociations entre le PSOE et Unidas Podemos, il soutient la position officielle du parti en déclarant que « les socialistes ne voulaient pas de [nouvelles] élections. Nous aurions préféré une investiture et un gouvernement solide, soudé et stable mais cela n'a pas été possible car les circonstances ont fait que nous aurions toujours dépendu des indépendantistes »,. Il critique également la démarche d'Íñigo Errejón et l'extension de Más Madrid à plusieurs autres circonscriptions nationales en vue des élections anticipées du mois de novembre.

### Premier vice-président

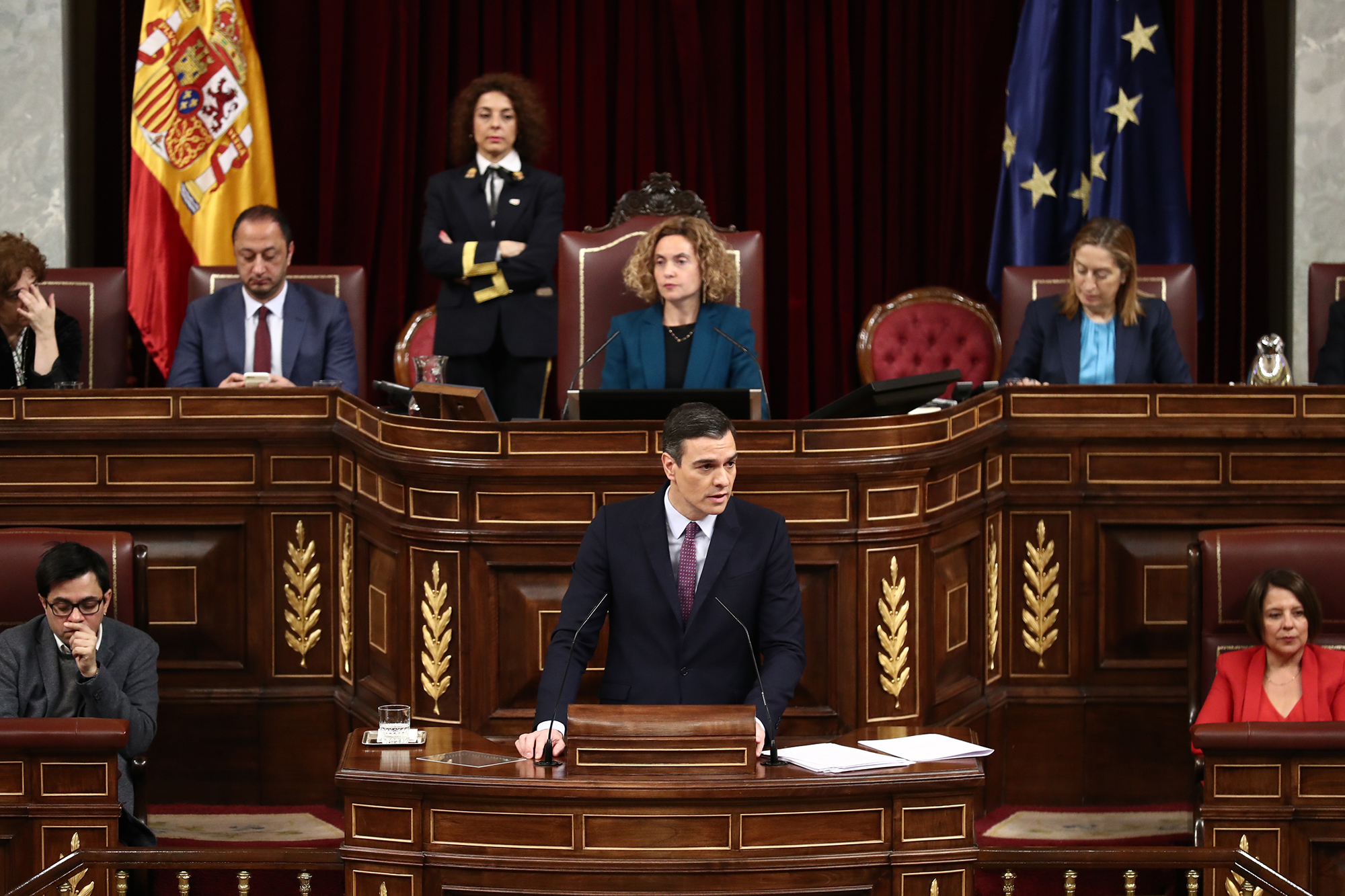
Le premier vice-président du Congrès des députés est appelé à remplacer la présidente du Congrès en son absence et siège à sa droite.

Pendant la campagne, il appelle les Espagnols à donner « le plus grand soutien possible » car une différence de trois sièges en faveur de l'un des deux blocs peut être déterminante dans la formation du gouvernement ; tout en indiquant que Pedro Sánchez est le seul à même de former un gouvernement. Le 10 novembre 2019, au terme du scrutin, le PSOE perd trois mandats et l'union des socialistes et d'Unidas Podemos recule à 155 députés tandis que le parti d'extrême-droite Vox réalise une percée en obtenant 52 sièges. En Andalousie, même s'il gagne un député supplémentaire dans la circonscription de Huelva et arrive en tête, le PSOE-A perd plus de 120 000 voix. Juan María Cornejo, secrétaire à l'Organisation du PSOE-A, indique que la fédération « sort renforcée après ce très grand résultat », dans le but de mettre fin aux critiques internes concernant la continuité de Susana Díaz. En réponse, Celis invite à la réflexion dans la mesure où la somme des voix du PP, de Ciudadanos et de Vox dépasse celle du PSOE et d'Unidas Podemos, et conclut en énonçant que « en ce qui concerne le futur, nous devrons, de manière sereine, réfléchir à ce sujet »,.
De même, après la signature d'un accord de principe entre Pedro Sánchez et Pablo Iglesias au lendemain des élections en vue de constituer un gouvernement de coalition, Celis est chargé de répondre à l'ancien président du gouvernement Felipe González qui critiquait le fait que la répartition des ministères de ce gouvernement est intervenue avant l'élaboration d'un programme commun. Le Sévillan soutient alors que ce qui a été dit n'est « pas correct » dans la mesure où l'accord de principe contient « dix points pour consolider la croissance économique et l'emploi, pour la régénération, pour la lutte contre le changement climatique, pour le renforcement des PME et des indépendants, pour la mémoire démocratique et la culture ».
Dans le cadre des négociations préalables à la constitution du bureau du Congrès, les socialistes manœuvrent pour obtenir l'exclusion de Vox en raison de ses positions politiques. Cette exigence est soutenue notamment par Unidas Podemos et les indépendantistes d'ERC mais refusée par le Parti populaire. Pour autant, si elle ne parvient pas à un accord avec le PP, la gauche ne peut pas prétendre à l'exclusion de Vox sans renoncer de facto au poste de premier vice-président du Congrès car une telle répartition des voix aurait favorisé l'élection d'un député du PP à ce poste de suppléant du président du Congrès. Au terme de l'unique tour de scrutin, Celis est élu premier vice-président du Congrès des députés avec 108 voix, tandis que le député de Vox Ignacio Gil accède au poste de quatrième vice-président de l'institution avec 52 voix,. Prenant en compte ces résultats, la gauche coordonne ensuite ses voix pour permettre l'élection de trois de ses députés comme secrétaires de l'institution, de sorte que la gauche contrôle le bureau avec six membres contre trois à la droite,. Celis est reconduit comme premier vice-président de la députation permanente dans le courant du mois de janvier.
Participant à la signature de l'accord définitif de coalition entre le PSOE et Unidas Podemos, Celis annonce encore que « face au budget andalou des trois droites, nous avons une lumière qui nous illumine qui est le maire de Séville Juan Espadas », amorçant le débat relatif à la succession de la secrétaire générale du PSOE-A Susana Díaz,,.

### Ouvrages
- (es) Manuel Pérez Alcázar, Delfines y tiburones : La lucha por el poder en el PSOE, Almuzara, coll. « Sociedad actual », 2015, 648 p. (ISBN 978-84-16392-40-7)